# Melodifestivalen (2017)
A 2017-es Melodifestivalen egy hatrészes svéd zenei verseny volt, melynek keretén belül a nézők és a nemzetközi, szakmai zsűri kiválasztotta, hogy ki képviselje Svédországot a 2017-es Eurovíziós Dalfesztiválon, Kijevben. A 2017-es Melodifestivalen volt az ötvenhetedik svéd nemzeti döntő.
Az élő műsorsorozatban ezúttal is huszonnyolc dal versenyezett az Eurovíziós Dalfesztiválra való kijutásért. A sorozat ismét háromfordulós volt; hat élő adásból állt a következők szerint: négy elődöntő, egy második esély forduló és a döntő. Elődöntőnként hét-hét előadó lépett fel. Az elődöntők első két helyezettje a döntőbe, a harmadik és negyedik helyezettek a második esély fordulóba jutottak tovább. A második esély fordulóban az egyes párbajok győztesei csatlakoztak a döntős mezőnyhöz. Az elődöntőkben és a második esély fordulóban csak a nézői SMS-ek, illetve telefonos szavazatok alapján kerültek ki a továbbjutók. A döntőben a nézők és a nemzetközi, szakmai zsűrik szavazatai alakították ki a végeredményt.
A verseny győztese Robin Bengtsson lett, aki I Can’t Go On című dalával képviselte az országot Kijevben.

## A helyszínek
| Forduló               | Dátum             | Város      | Helyszín               | Műsorvezető                                |
| --------------------- | ----------------- | ---------- | ---------------------- | ------------------------------------------ |
| Első elődöntő         | 2017. február 4.  | Göteborg   | Scandinavium           | Clara Henry David Lindgren Hasse Andersson |
| Második elődöntő      | 2017. február 11. | Malmö      | Malmö Aréna            | Clara Henry David Lindgren Hasse Andersson |
| Harmadik elődöntő     | 2017. február 18. | Växjö      | Vida Arena             | Clara Henry David Lindgren Hasse Andersson |
| Negyedik elődöntő     | 2017. február 25. | Skellefteå | Skellefteå Kraft Arena | Clara Henry David Lindgren Hasse Andersson |
| Második esély forduló | 2017. március 4.  | Linköping  | Saab Arena             | Clara Henry David Lindgren Hasse Andersson |
| Döntő                 | 2017. március 11. | Stockholm  | Friends Aréna          | Clara Henry David Lindgren Hasse Andersson |

## A résztvevők
A 28 résztvevőt egy sajtótájékoztató keretein belül 2016. november 30-án ismertették.
| Előadó                            | Dal                                                     | Szerző(k)                                                                                             |
| --------------------------------- | ------------------------------------------------------- | --- |
| Ace Wilder                        | Wild Child                                              | Peter Boström, Thomas G:son, Ace Wilder                                                               |
| Adrijana                          | Amare                                                   | Adrijana Krasniqi, Martin Tjärnberg                                                                   |
| Alice                             | Running with Lions                                      | Anderz Wrethov, Andreas ”Stone” Johansson, Denniz Jamm, Alice Svensson                                |
| Allyawan                          | Vart haru varit                                         | Masse Salazar, Samuel Nazari                                                                          |
| Anton Hagman                      | Kiss You Goodbye                                        | Christian Fast, Tim Schou, Henrik Nordenback                                                          |
| Axel Schylström                   | När ingen ser                                           | Behshad Ashnai, Axel Schylström, David Strääf                                                         |
| Bella & Filippa                   | Crucified                                               | Peter Hägerås, Mats Frisell, Jakob Stadell, Filippa Frisell, Isabella Snihs                           |
| Benjamin Ingrosso                 | Good Lovin’                                             | Benjamin Ingrosso, Louis Schoorl, Matt Pardon, MAG                                                    |
| Boris René                        | Her Kiss                                                | Tim Larsson, Tobias Lundgren                                                                          |
| Charlotte Perrelli                | Mitt liv                                                | Charlotte Perrelli, Lars Hägglund                                                                     |
| De Vet Du                         | Road Trip                                               | Johan Gunterberg, Christopher Martland                                                                |
| Dinah Nah                         | One More Night                                          | Thomas G:son, Jimmy Jansson, Dinah Nah, Dr. Alban                                                     |
| Dismissed                         | Hearts Align                                            | Ola Salo, Peter Kvint                                                                                 |
| Etzia                             | Up                                                      | Johnny Sanchez, Hanif Sabzevari, Simon Gribbe, Erica Haylett                                          |
| Jasmine Kara                      | Gravity                                                 | Anderz Wrethov, Jasmine Kara                                                                          |
| Jon Henrik Fjällgren feat. Aninia | En värld full av strider (Eatneme gusnie jeenh dåaroeh) | Jon Henrik Fjällgren, Sara Biglert, Christian Schneider, Andreas Hedlund                              |
| Krista Siegfrids                  | Snurra min jord                                         | Krista Siegfrids, Gustaf Svenungsson, Magnus Wallin, Gabriel Alares                                   |
| Les Gordons                       | Bound to Fall                                           | Jonatan Renström, Albert Björliden, Andreas Persson, Carl Ragnemyr, David Runebjörk, Jimmy Jansson    |
| Lisa Ajax                         | I Don’t Give A                                          | Ola Svensson, Linnea Deb, Joy Deb, Anton Hård af Segerstad                                            |
| Loreen                            | Statements                                              | Loreen, Anton Hård af Segerstad, Joy Deb, Linnea Deb                                                  |
| Mariette                          | A Million Years                                         | Thomas G:son, Johanna Jansson, Peter Boström, Mariette Hansson, Jenny Hansson                         |
| Nano                              | Hold on                                                 | Nano Omar, Gino Yonan, Ayak, Carl Rydén, Christoffer Belaieff, Rikard de Bruin, David Francis Jackson |
| Owe Thörnqvist                    | Boogieman Blues                                         | Owe Thörnqvist                                                                                        |
| Robin Bengtsson                   | I Can’t Go On                                           | David Kreuger, Hamed ”K-One” Pirouzpanah, Robin Stjernberg                                            |
| Roger Pontare                     | Himmel och hav                                          | Thomas G:son, Alexzandra Wickman                                                                      |
| Sara Varga & Juha Mulari          | Du får inte ändra på mig                                | Sara Varga, Lars Hägglund                                                                             |
| FO&O                              | Gotta Thing About You                                   | Robert ”Mutt” Lange, Tony Nilsson                                                                     |
| Wiktoria                          | As I Lay Me Down                                        | Justin Forrest, Jonas Wallin, Lauren Dyson                                                            |

## Élő műsorsorozat
Az egyes fordulók részletes eredményeit március 14-én hozták nyilvánosságra.

### Első elődöntő
Az első elődöntőt február 4-én rendezte az SVT hét előadó részvételével Göteborgban, a Scandinaviumban.
| #  | Előadó             | Dal            | Szavazat  | Szavazat | Szavazat  | Helyezés | Eredmény     |
| #  | Előadó             | Dal            | 1. kör    | 2. kör   | Összesen  | Helyezés | Eredmény     |
| -- | ------------------ | -------------- | --------- | -------- | --------- | -------- | ------------ |
| 01 | Boris René         | Her Kiss       | 895 618   | 89 512   | 985 130   | 3.       | Továbbjutott |
| 02 | Adrijana           | Amare          | 407 097   | —        | 407 097   | 6.       | Kiesett      |
| 03 | Dina Nah           | One More Night | 693 220   | 42 010   | 735 230   | 5.       | Kiesett      |
| 04 | De Vet Du          | Road Trip      | 870 399   | 48 384   | 918 738   | 4.       | Továbbjutott |
| 05 | Charlotte Perrelli | Mitt liv       | 399 536   | —        | 399 536   | 7.       | Kiesett      |
| 06 | Ace Wilder         | Wild Child     | 981 435   | 84 811   | 1 066 246 | 2.       | Továbbjutott |
| 07 | Nano               | Hold On        | 1 056 413 | 122 263  | 1 178 676 | 1.       | Továbbjutott |

### Második elődöntő
A második elődöntőt február 11-én rendezte az SVT hét előadó részvételével Malmőben, a Malmö Arénában.
| #  | Előadó            | Dal             | Szavazat | Szavazat | Szavazat  | Helyezés | Eredmény     |
| #  | Előadó            | Dal             | 1. kör   | 2. kör   | Összesen  | Helyezés | Eredmény     |
| -- | ----------------- | --------------- | -------- | -------- | --------- | -------- | ------------ |
| 01 | Mariette          | A Million Years | 997 489  | 93 211   | 1 090 700 | 1.       | Továbbjutott |
| 02 | Roger Pontare     | Himmel och hav  | 681 661  | 61 404   | 743 065   | 5.       | Kiesett      |
| 03 | Etzia             | Up              | 363 025  | —        | 363 025   | 6.       | Kiesett      |
| 04 | Allyawan          | Vart haru varit | 346 299  | —        | 346 299   | 7.       | Kiesett      |
| 05 | Dismissed         | Hearts Align    | 668 878  | 76 880   | 745 758   | 4.       | Továbbjutott |
| 06 | Lisa Ajax         | I Don’t Give A  | 969 355  | 67 178   | 1 036 533 | 3.       | Továbbjutott |
| 07 | Benjamin Ingrosso | Good Lovin’     | 966 140  | 93 588   | 1 059 728 | 2.       | Továbbjutott |

### Harmadik elődöntő
A harmadik elődöntőt február 18-án rendezi az SVT hét előadó részvételével Växjőben, a Vida Arenában.
| #  | Előadó                     | Dal                   | Szavazat | Szavazat | Szavazat  | Helyezés | Eredmény     |
| #  | Előadó                     | Dal                   | 1. kör   | 2. kör   | Összesen  | Helyezés | Eredmény     |
| -- | -------------------------- | --------------------- | -------- | -------- | --------- | -------- | ------------ |
| 01 | Robin Bengtsson            | I Can’t Go On         | 945 977  | 85 502   | 1 031 479 | 1.       | Továbbjutott |
| 02 | Krista Siegfrids           | Snurra min jord       | 407 769  | —        | 407 769   | 7.       | Kiesett      |
| 03 | Anton Hagman               | Kiss You Goodbye      | 811 844  | 68 796   | 880 640   | 4.       | Továbbjutott |
| 04 | Jasmine Kara               | Gravity               | 672 565  | —        | 672 565   | 6.       | Kiesett      |
| 05 | Owe Thörnqvist             | Boogieman Blues       | 803 452  | 158 074  | 961 526   | 2.       | Továbbjutott |
| 06 | Bella & Filippa            | Crucified             | 783 759  | 83 582   | 867 341   | 5.       | Kiesett      |
| 07 | Felix, Oscar & Omar / FO&O | Gotta Thing About You | 825 454  | 87 576   | 913 030   | 3.       | Továbbjutott |

### Negyedik elődöntő
A negyedik elődöntőt február 25-én rendezte az SVT hét előadó részvételével Skellefteåban, a Skellefteå Kraft Arenában.
| #  | Előadó                            | Dal                                                     | Szavazat | Szavazat | Szavazat  | Helyezés | Eredmény     |
| #  | Előadó                            | Dal                                                     | 1. kör   | 2. kör   | Összesen  | Helyezés | Eredmény     |
| -- | --------------------------------- | ------------------------------------------------------- | -------- | -------- | --------- | -------- | ------------ |
| 01 | Jon Henrik Fjällgren feat. Aninia | En värld full av strider (Eatneme gusnie jeenh dåaroeh) | 815 030  | 101 324  | 916 354   | 2.       | Továbbjutott |
| 02 | Alice                             | Running with Lions                                      | 673 153  | 49 243   | 722 396   | 5.       | Kiesett      |
| 03 | Les Gordons                       | Bound to Fall                                           | 400 845  | —        | 400 845   | 6.       | Kiesett      |
| 04 | Wiktoria                          | As I Lay Me Down                                        | 987 935  | 84 445   | 1 072 380 | 1.       | Továbbjutott |
| 05 | Axel Schylström                   | När ingen ser                                           | 671 044  | 59 683   | 730 727   | 4.       | Továbbjutott |
| 06 | Sara Varga & Juha Mulari          | Du får inte ändra på mig                                | 219 558  | —        | 219 558   | 7.       | Kiesett      |
| 07 | Loreen                            | Statements                                              | 768 421  | 104 230  | 872 651   | 3.       | Továbbjutott |

### Második esély forduló
A második esély fordulót március 4-én rendezte meg az SVT nyolc előadó részvételével Linköpingben, a Saab Arénában.
| Párbaj | Előadó          | Dal                   | Szavazat  | Eredmény     |
| ------ | --------------- | --------------------- | --------- | ------------ |
| 1      | FO&O            | Gotta Thing About You | 970 831   | Továbbjutott |
| 1      | De Vet Du       | Road Trip             | 860 182   | Kiesett      |
| 2      | Axel Schylström | När ingen ser         | 926 610   | Kiesett      |
| 2      | Lisa Ajax       | I Don’t Give A        | 932 362   | Továbbjutott |
| 3      | Boris René      | Her Kiss              | 1 061 289 | Továbbjutott |
| 3      | Dismissed       | Hearts Align          | 607 015   | Kiesett      |
| 4      | Anton Hagman    | Kiss You Goodbye      | 975 547   | Továbbjutott |
| 4      | Loreen          | Statements            | 889 873   | Kiesett      |

### Döntő
A döntőt március 11-én rendezte az SVT tizenkét előadó részvételével Stockholmban, a Friends Arénában. A végeredményt a nézők és a nemzetközi, szakmai zsűrik szavazatai alakították ki. Első körben a zsűrik szavaztak az alábbi módon: az első helyezett 12 pontot kapott, a második 10-et, a harmadik 8-at, a negyedik 6-ot, az ötödik 4-et, a hatodik 2-t, a hetedik pedig 1 pontot. Ehhez adódtak hozzá a közönségszavazás pontjai százalékos arányban, és így alakult ki a végső sorrend.
Meghívott előadóként lépett fel Zara Larsson, aki Only You, I Would Like és Ain’t My Fault című dalainak egyvelegét adta elő.
| #  | Előadó                            | Dal                                                     | Szavazás       | Szavazás       | Szavazás | Helyezés |
| #  | Előadó                            | Dal                                                     | Zsűri pontszám | Nézői pontszám | Összesen | Helyezés |
| -- | --------------------------------- | ------------------------------------------------------- | -------------- | -------------- | -------- | -------- |
| 01 | Ace Wilder                        | Wild Child                                              | 35             | 32             | 67       | 7.       |
| 02 | Boris René                        | Her Kiss                                                | 35             | 31             | 66       | 8.       |
| 03 | Lisa Ajax                         | I Don’t Give A                                          | 16             | 30             | 46       | 9.       |
| 04 | Robin Bengtsson                   | I Can’t Go On                                           | 96             | 50             | 146      | 1.       |
| 05 | Jon Henrik Fjällgren feat. Aninia | En värld full av strider (Eatneme gusnie jeenh dåaroeh) | 56             | 49             | 105      | 3.       |
| 06 | Anton Hagman                      | Kiss You Goodbye                                        | 6              | 37             | 43       | 10.      |
| 07 | Mariette                          | A Million Years                                         | 62             | 37             | 99       | 4.       |
| 08 | FO&O                              | Gotta Thing About You                                   | 7              | 34             | 41       | 11.      |
| 09 | Nano                              | Hold On                                                 | 76             | 57             | 133      | 2.       |
| 10 | Wiktoria                          | As I Lay Me Down                                        | 29             | 51             | 80       | 6.       |
| 11 | Benjamin Ingrosso                 | Good Lovin’                                             | 54             | 33             | 87       | 5.       |
| 12 | Owe Thörnqvist                    | Boogieman Blues                                         | 1              | 32             | 33       | 12.      |

#### Ponttáblázat

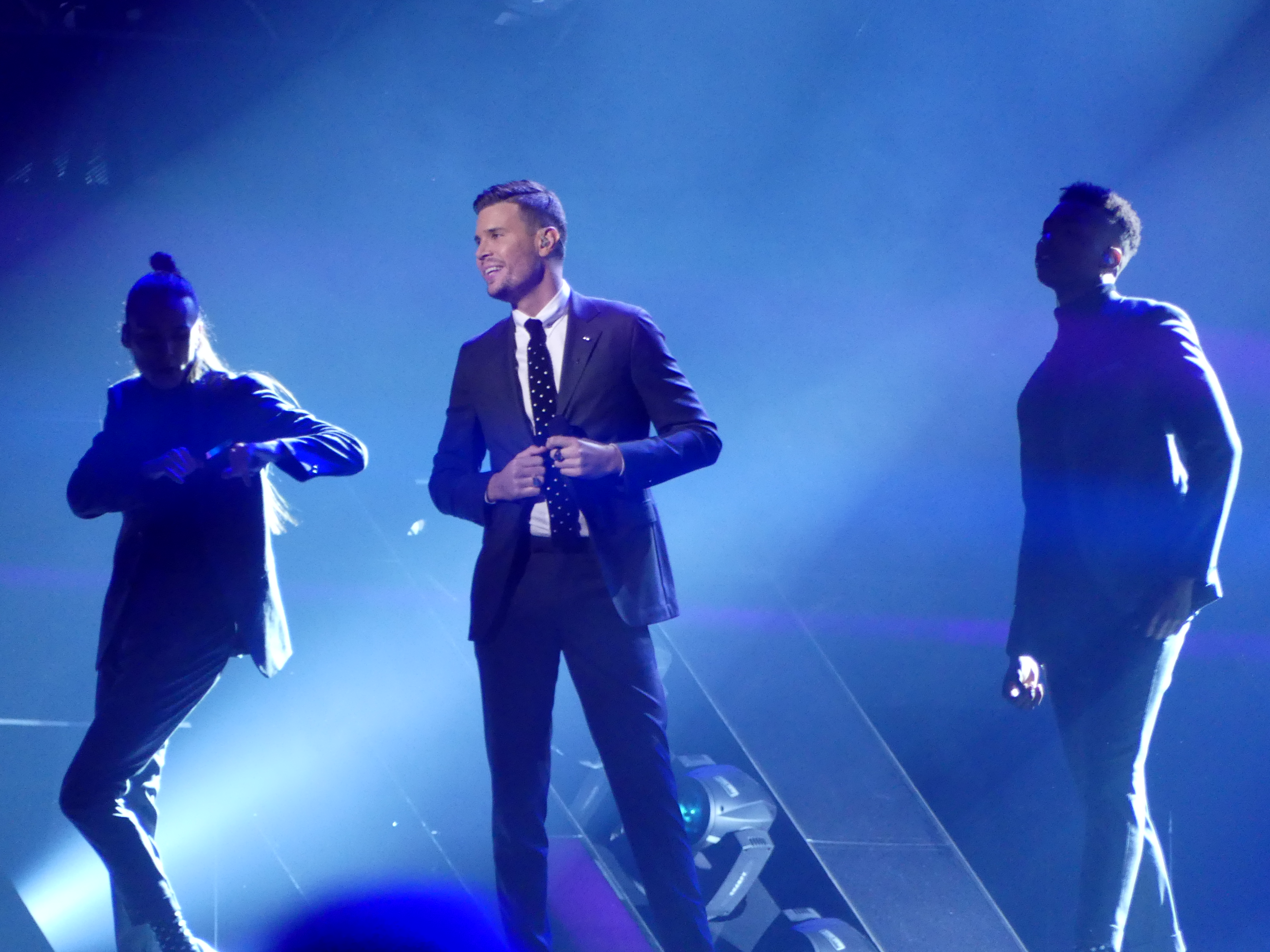
Robin Bengtsson, a verseny győztese

| Dal                                                          | Zsűri         | Zsűri      | Zsűri    | Zsűri       | Zsűri | Zsűri  | Zsűri         | Zsűri      | Zsűri              | Zsűri        | Zsűri   | Zsűri | Nézők      | Nézők | Nézők | Σ   |
| Dal                                                          | Lengyelország | Csehország | Norvégia | Olaszország | Málta | Izrael | Franciaország | Ausztrália | Egyesült Királyság | Örményország | Ukrajna | Össz. | Szavazatok | %     | Össz. | Σ   |
| ------------------------------------------------------------ | ------------- | ---------- | -------- | ----------- | ----- | ------ | ------------- | ---------- | ------------------ | ------------ | ------- | ----- | ---------- | ----- | ----- | --- |
| Wild Child (Ace Wilder)                                      |               |            |          | 6           | 10    | 2      | 2             | 2          | 12                 | 1            |         | 35    | 920 421    | 6,8%  | 32    | 67  |
| Her Kiss (Boris René)                                        | 6             | 8          | 4        |             | 2     | 4      |               | 1          |                    | 6            | 4       | 35    | 904 646    | 6,7%  | 31    | 66  |
| I Don’t Give A (Lisa Ajax)                                   |               | 12         | 1        |             |       |        | 1             |            |                    |              | 2       | 16    | 847 353    | 6,2%  | 30    | 46  |
| I Can’t Go On (Robin Bengtsson)                              | 12            | 4          | 12       | 8           | 8     | 12     | 10            | 10         | 4                  | 8            | 8       | 96    | 1 435 963  | 10,6% | 50    | 146 |
| En värld full av strider (Jon Henrik Fjällgren feat. Aninia) | 10            |            | 2        | 12          |       |        | 8             | 8          | 2                  | 2            | 12      | 56    | 1 395 012  | 10,3% | 49    | 105 |
| Kiss You Goodbye (Anton Hagman)                              | 2             | 1          |          | 2           |       | 1      |               |            |                    |              |         | 6     | 1 058 232  | 7,8%  | 37    | 43  |
| A Million Years (Mariette)                                   |               | 2          |          | 10          | 6     | 8      | 12            | 6          |                    | 12           | 6       | 62    | 1 068 531  | 7,9%  | 37    | 99  |
| Gotta Thing About You (FO&O)                                 |               |            |          |             |       | 6      |               |            | 1                  |              |         | 7     | 962 987    | 7,1%  | 34    | 41  |
| Hold On (Nano)                                               | 4             | 10         | 8        | 4           | 12    |        | 4             | 4          | 10                 | 10           | 10      | 76    | 1 627 843  | 11,9% | 57    | 133 |
| As I Lay Me Down (Wiktoria)                                  |               |            | 6        |             | 4     |        | 6             |            | 8                  | 4            | 1       | 29    | 1 474 526  | 10,9% | 51    | 80  |
| Good Lovin’ (Benjamin Ingrosso)                              | 8             | 6          | 10       | 1           | 1     | 10     |               | 12         | 6                  |              |         | 54    | 961 104    | 7,1%  | 33    | 87  |
| Boogieman Blues (Owe Thörnqvist)                             | 1             |            |          |             |       |        |               |            |                    |              |         | 1     | 910 160    | 6,7%  | 32    | 33  |

A sorok a fellépés sorrendjében vannak rendezve. A zászlós oszlopokban az adott zsűritől kapott pontszám található meg.
Pontbejelentők
1. Lengyelország – Mateusz Grzesiński
2. Csehország – Jan Bors
3. Norvégia – Anette Lauenborg Waaler
4. Olaszország – Nicola Caligiore
5. Málta – Gordon Bonello
6. Izrael – Tali Eskoli
7. Franciaország – Edoardo Grassi
8. Ausztrália – Stephanie Werret
9. Egyesült Királyság – Simon Proctor
10. Örményország – Iveta Mukucsján
11. Ukrajna – Viktorija Romanova

## Visszatérő előadók
| Előadó               | Előző év | Előző dal                      | Előző eredmény                  |
| -------------------- | -------- | ------------------------------ | ------------------------------- |
| Ace Wilder           | 2014     | Busy Doin' Nothin              | Döntő (2. hely)                 |
| Ace Wilder           | 2016     | Don't Worry                    | Döntő (3. hely)                 |
| Boris René           | 2016     | Put Your Love on Me            | Döntő (10. hely)                |
| Charlotte Perrelli   | 1999     | Tusen och en natt              | Döntő (1. hely)                 |
| Charlotte Perrelli   | 2008     | Hero                           | Döntő (1. hely)                 |
| Charlotte Perrelli   | 2012     | The Girl                       | Elődöntő (5. hely)              |
| Dina Nah             | 2015     | Make Me (La La La)             | Döntő (12. hely)                |
| Jon Henrik Fjällgren | 2015     | Jag är fri (Manne Leam Frijje) | Döntő (2. hely)                 |
| Krista Siegfrids     | 2016     | Faller                         | Elődöntő (5. hely)              |
| Lisa Ajax            | 2016     | My Heart Wants Me Dead         | Döntő (7. hely)                 |
| Loreen               | 2011     | My Heart Is Refusing Me        | Második esély forduló (5. hely) |
| Loreen               | 2012     | Euphoria                       | Döntő (1. hely)                 |
| Mariette             | 2015     | Don’t Stop Believing           | Döntő (3. hely)                 |
| Robin Bengtsson      | 2016     | Constellation Prize            | Döntő (5. hely)                 |
| Roger Pontare        | 1994     | Stjärnorna                     | Döntő (1. hely)                 |
| Roger Pontare        | 2000     | När vindarna viskar mitt namn  | Döntő (1. hely)                 |
| Roger Pontare        | 2006     | Silverland                     | Második esély forduló (4. hely) |
| Sara Varga           | 2011     | Spring för livet               | Döntő (9. hely)                 |
| Wiktoria             | 2016     | Save Me                        | Döntő (4. hely)                 |

## Nézettség
| Adás                  | Sugárzás          | Nézettség (fő) | Szavazatok (db) | Radiohjälpen-segély (korona) | Forrás |
| --------------------- | ----------------- | -------------- | --------------- | ---------------------------- | ------ |
| Első elődöntő         | 2017. február 4.  | 3 244 000      | 5 706 113       | 550 049                      | [ 4 ]  |
| Első elődöntő         | 2017. február 11. | 3 094 000      | 5 395 695       | 390 542                      | [ 5 ]  |
| Harmadik elődöntő     | 2017. február 18. | 3 210 000      | 5 756 071       | 557 415                      | [ 6 ]  |
| Negyedik elődöntő     | 2017. február 25. | 3 407 000      | 4 951 648       | 495 995                      | [ 7 ]  |
| Második esély forduló | 2017. március 4.  | 3 097 000      | 7 223 709       | 558 116                      | [ 8 ]  |
| Döntő                 | 2017. március 11. | 3 794 000      | 13 566 778      | 3 736 592                    | [ 9 ]  |

## Galéria

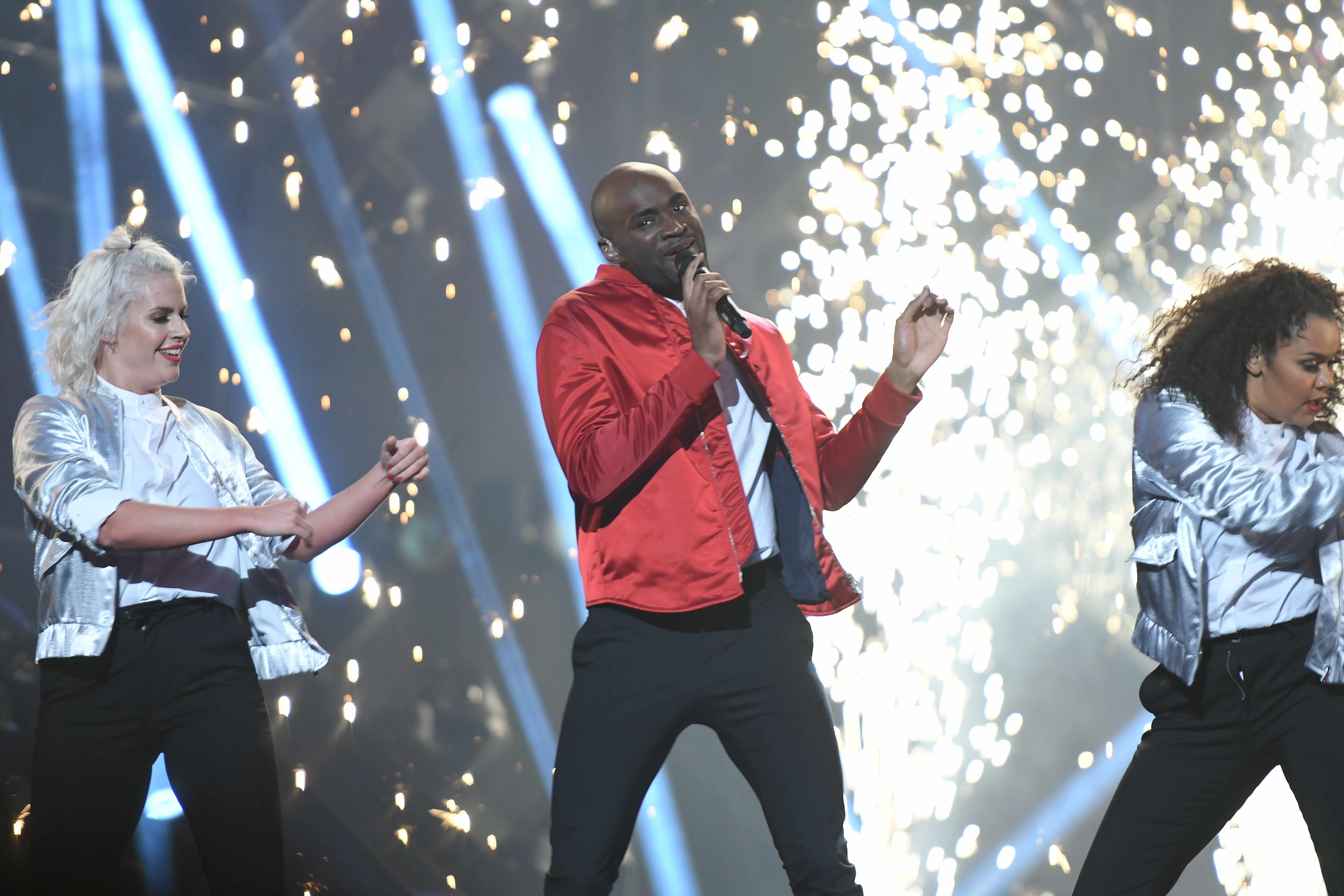
Boris René
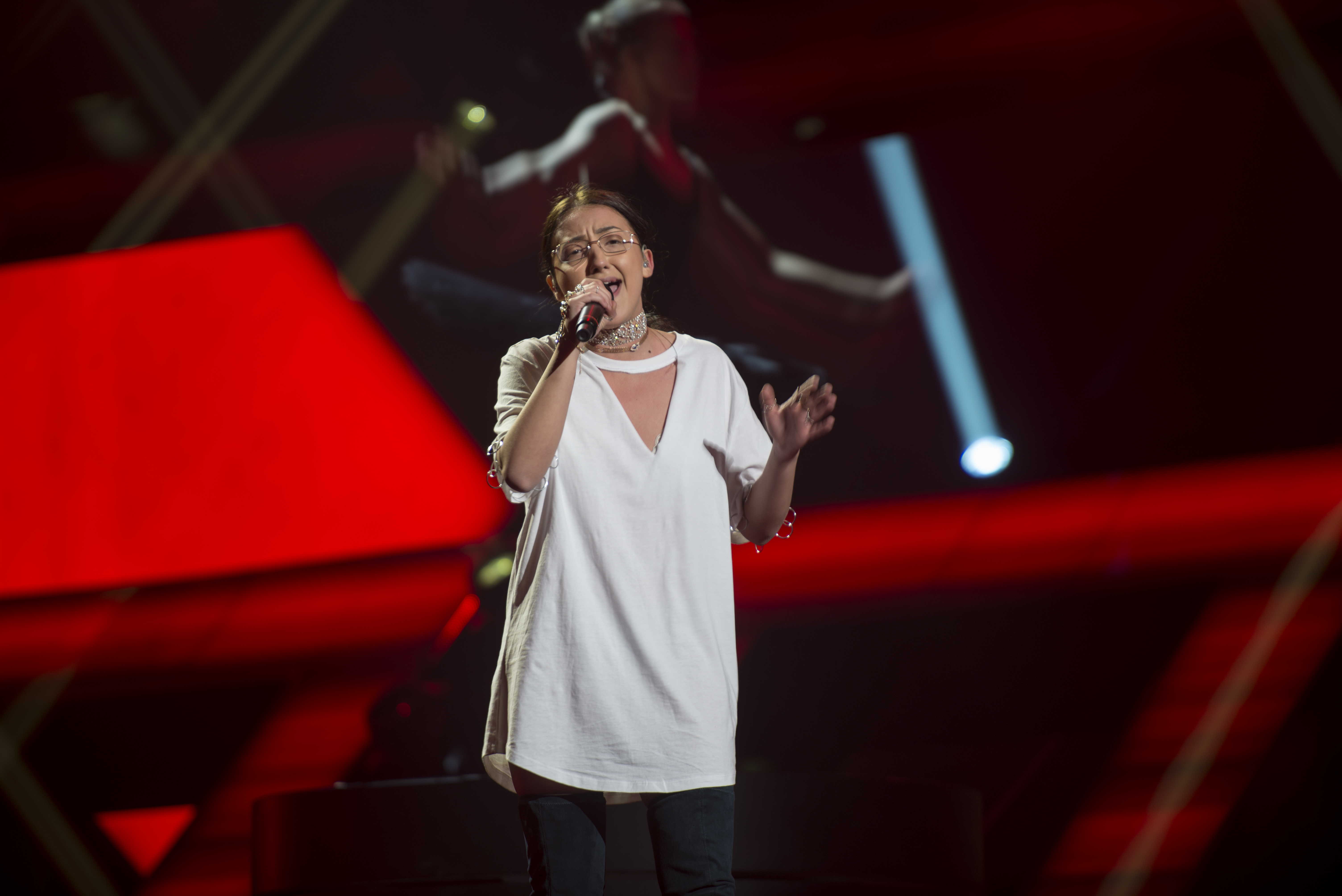
Adrijana
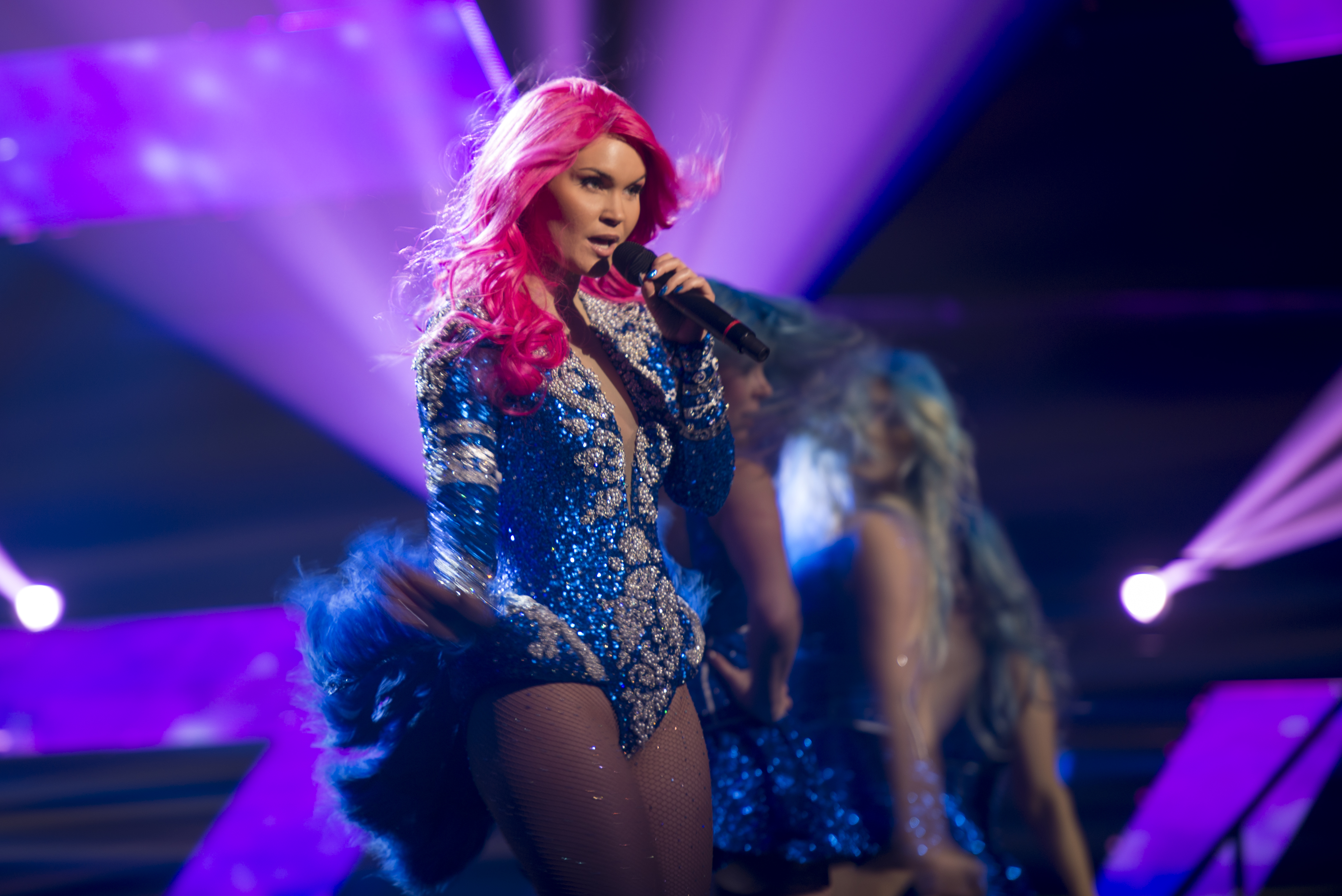
Dinah Nah
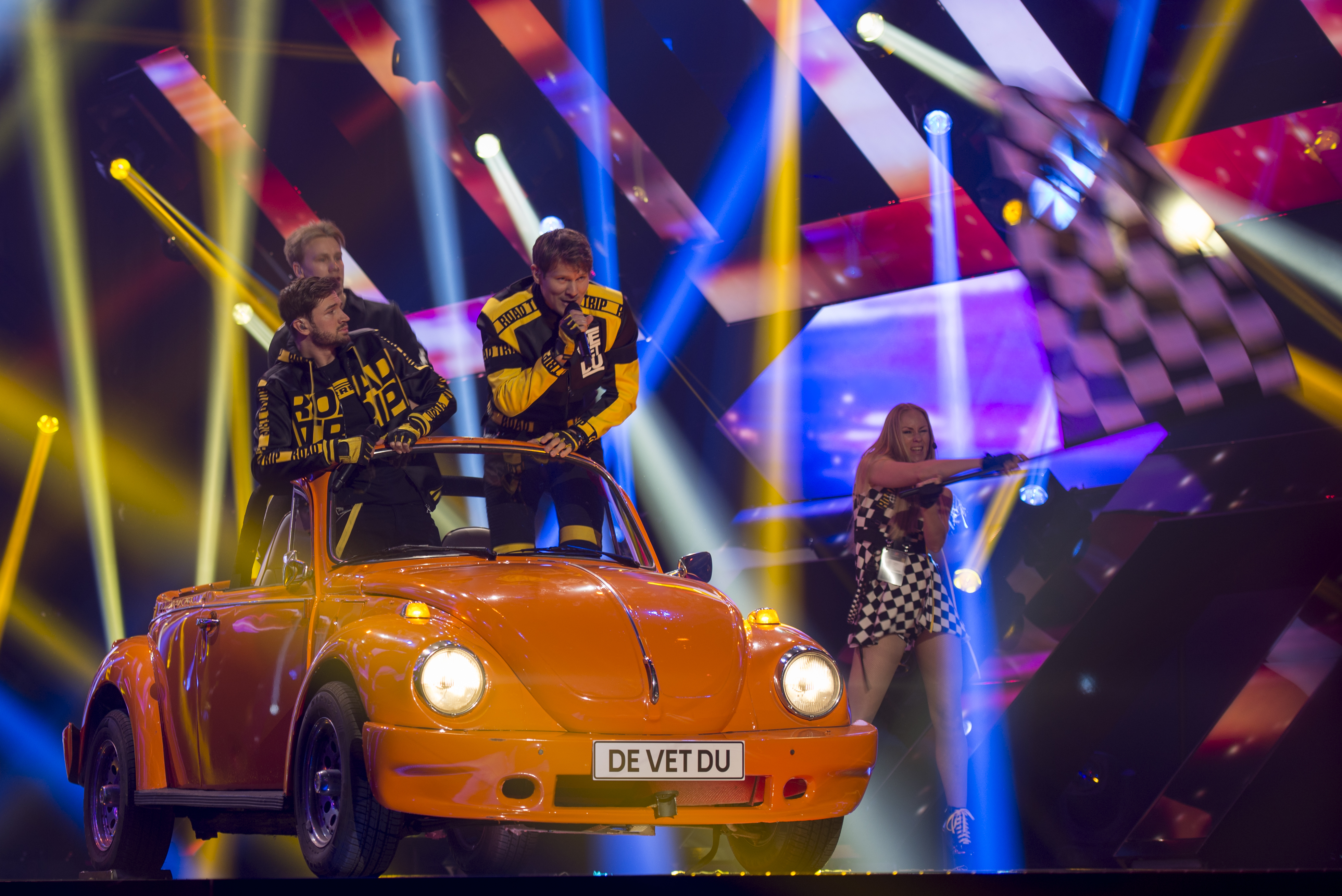
De Vet Du
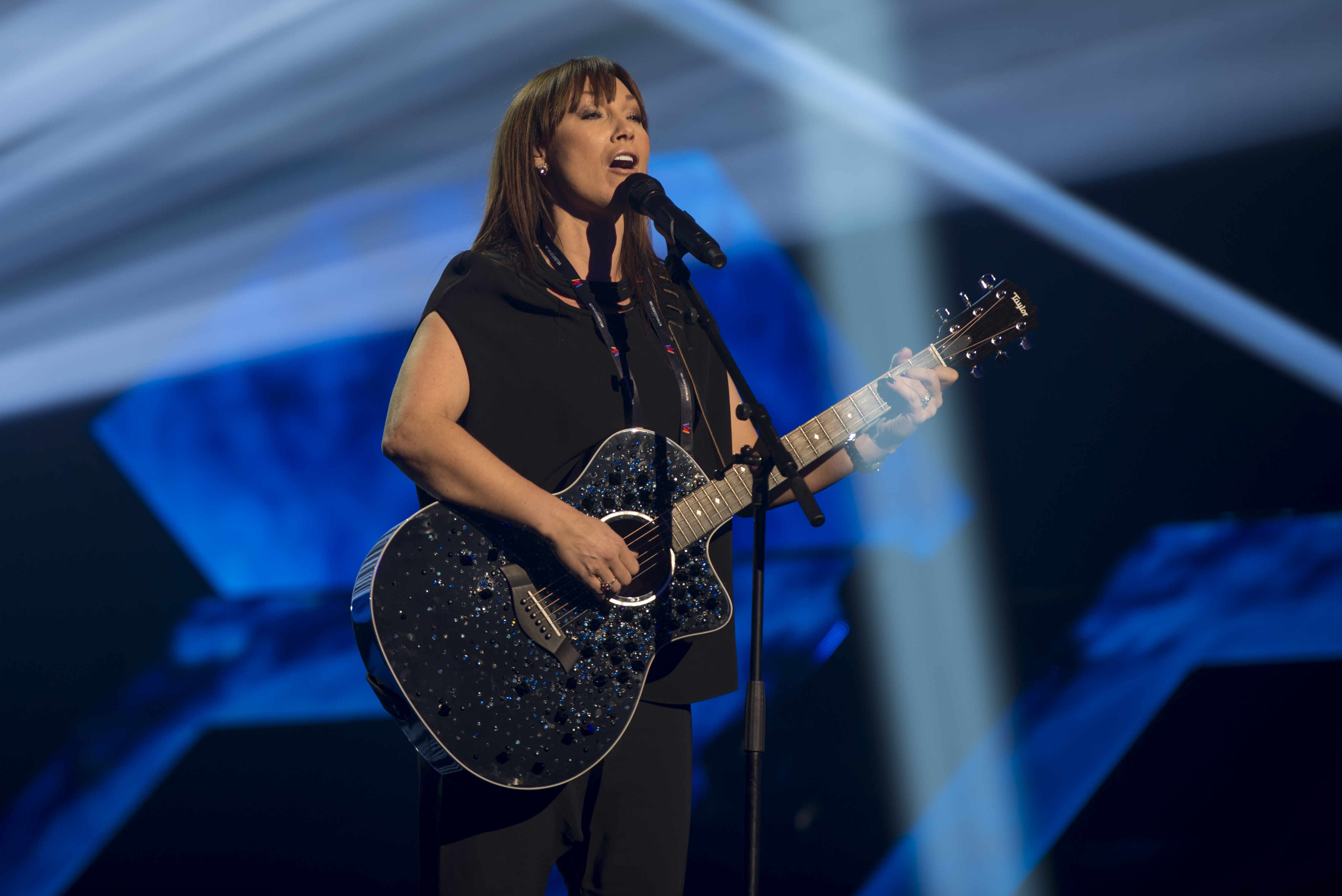
Charlotte Perrelli
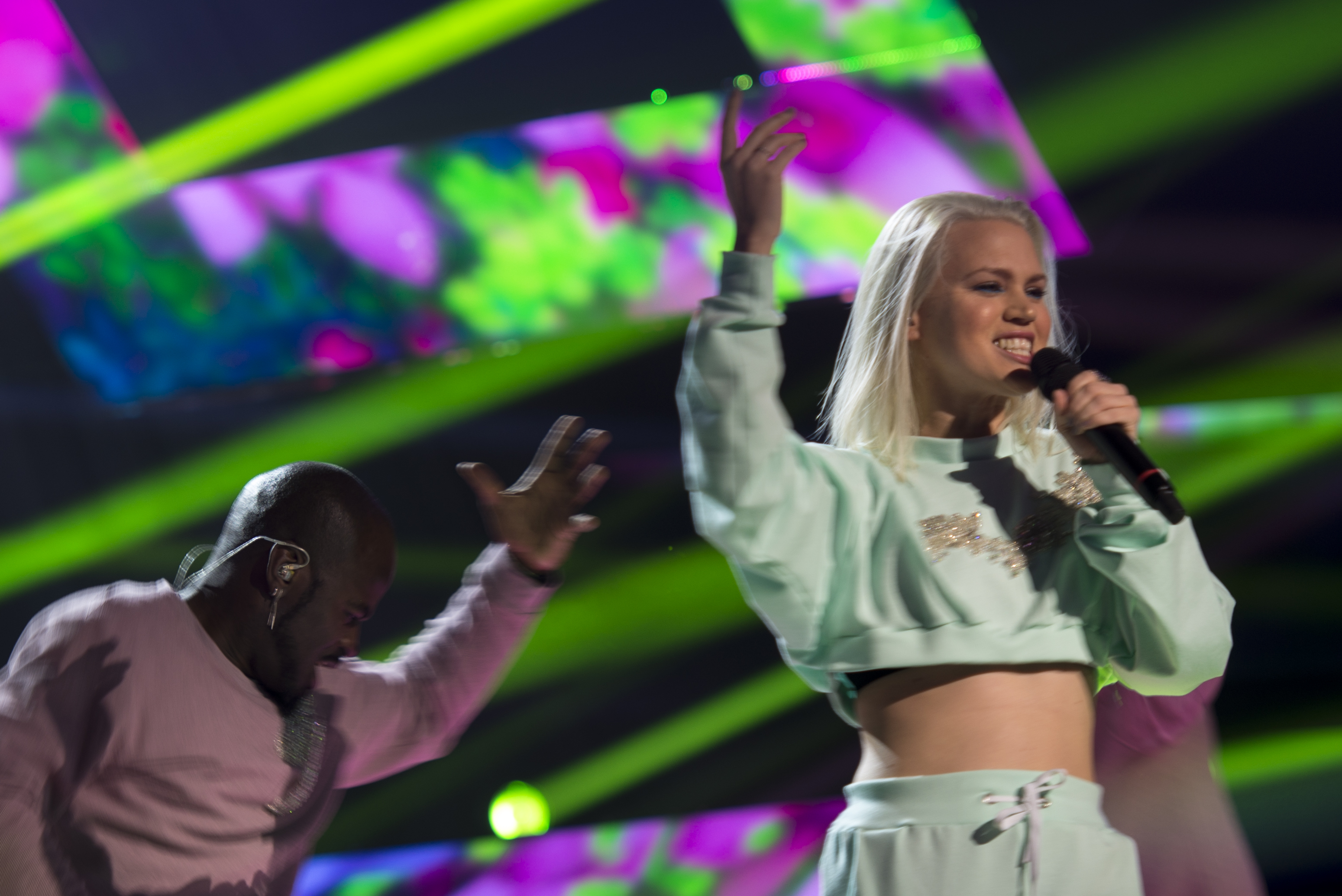
Ace Wilder
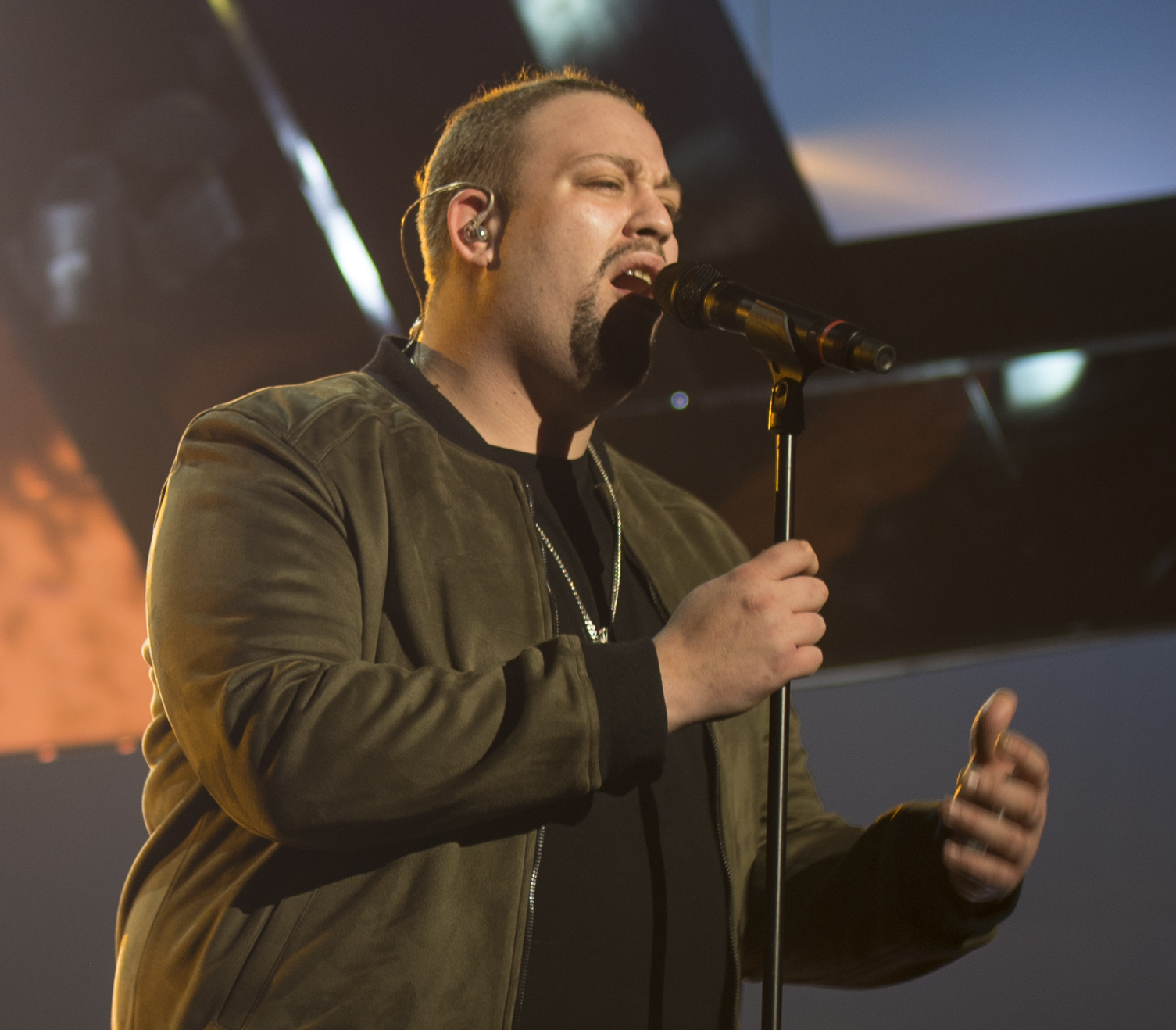
Nano
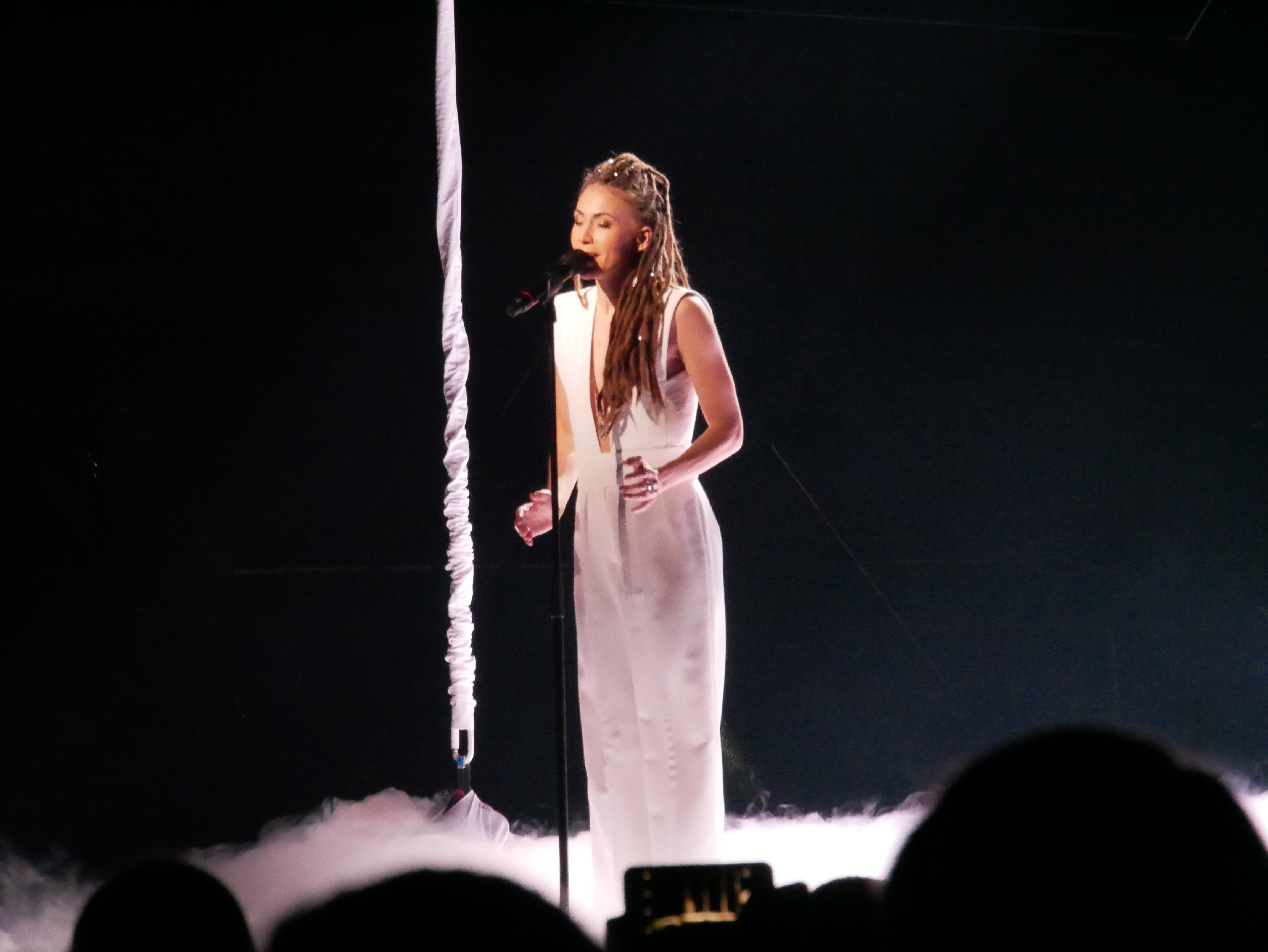
Mariette
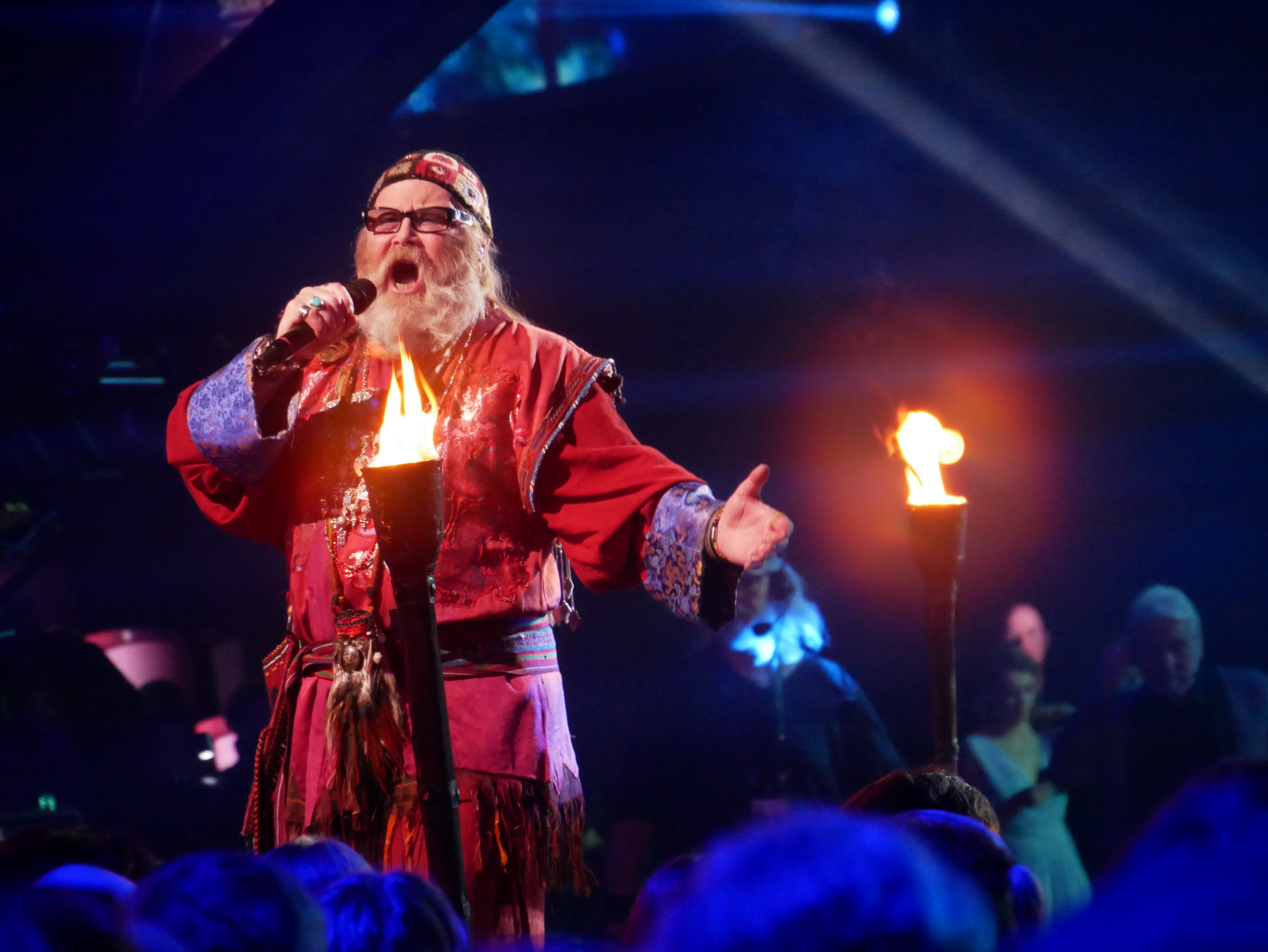
Roger Pontare
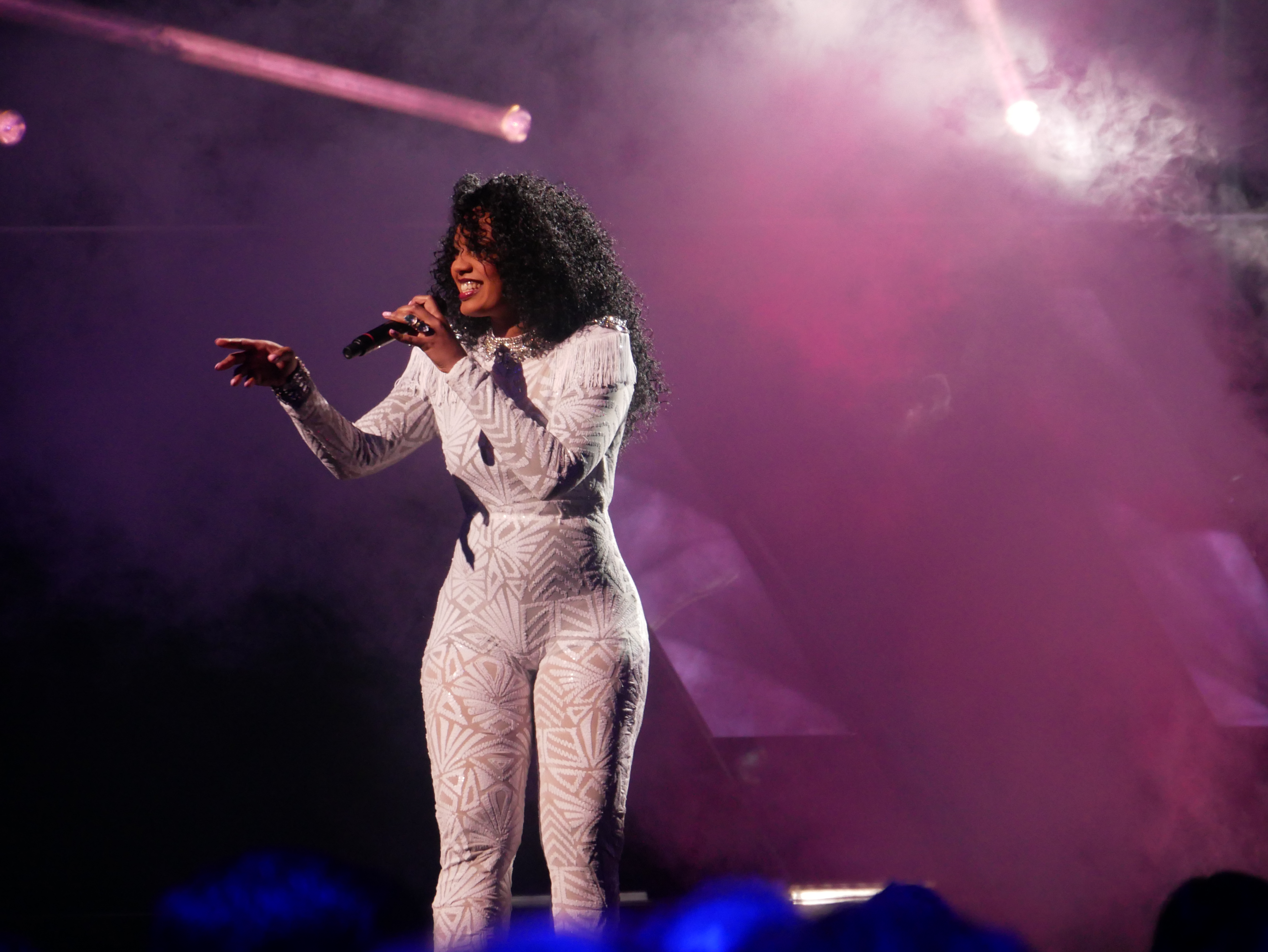
Etzia
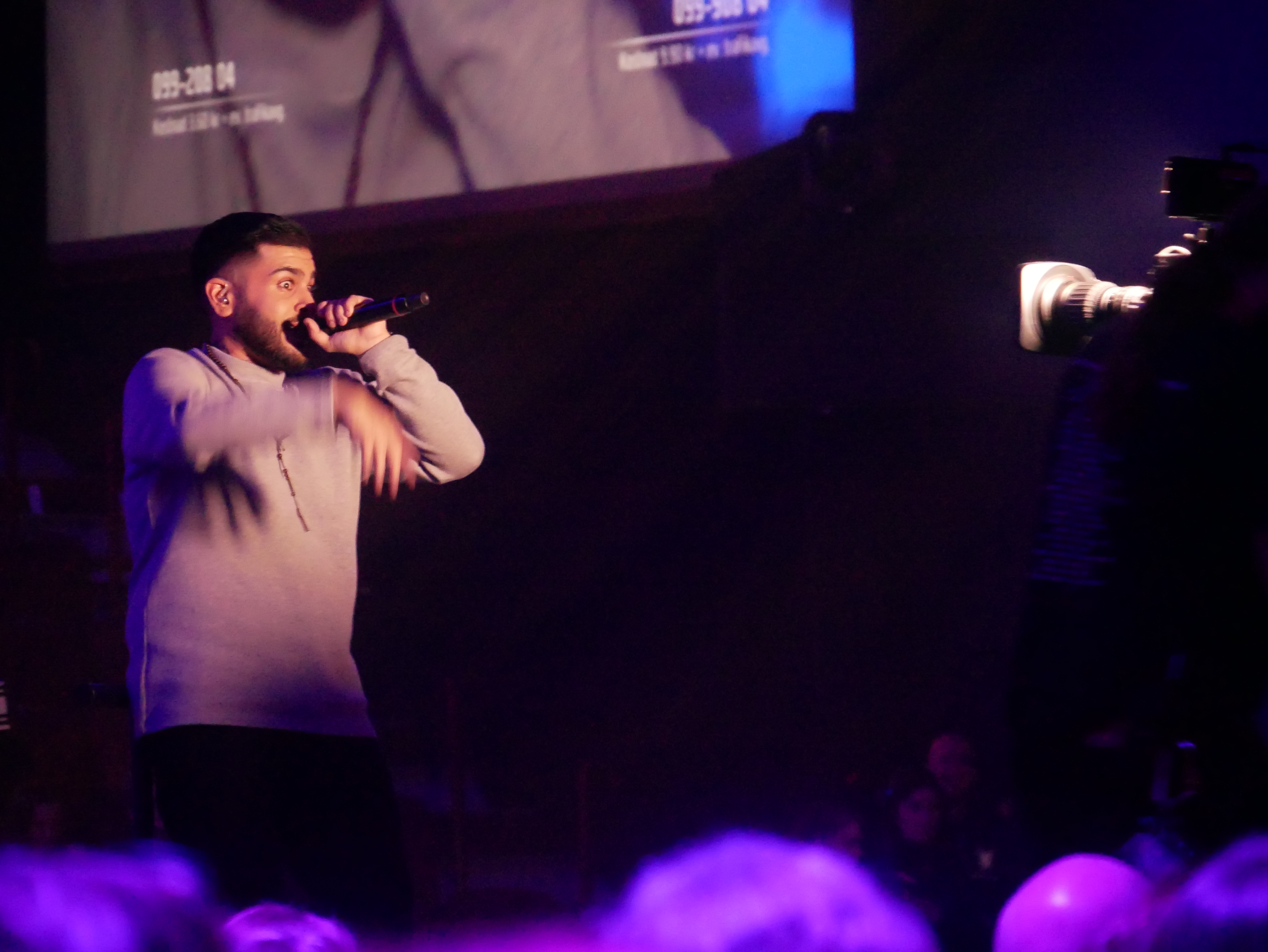
Allyawan
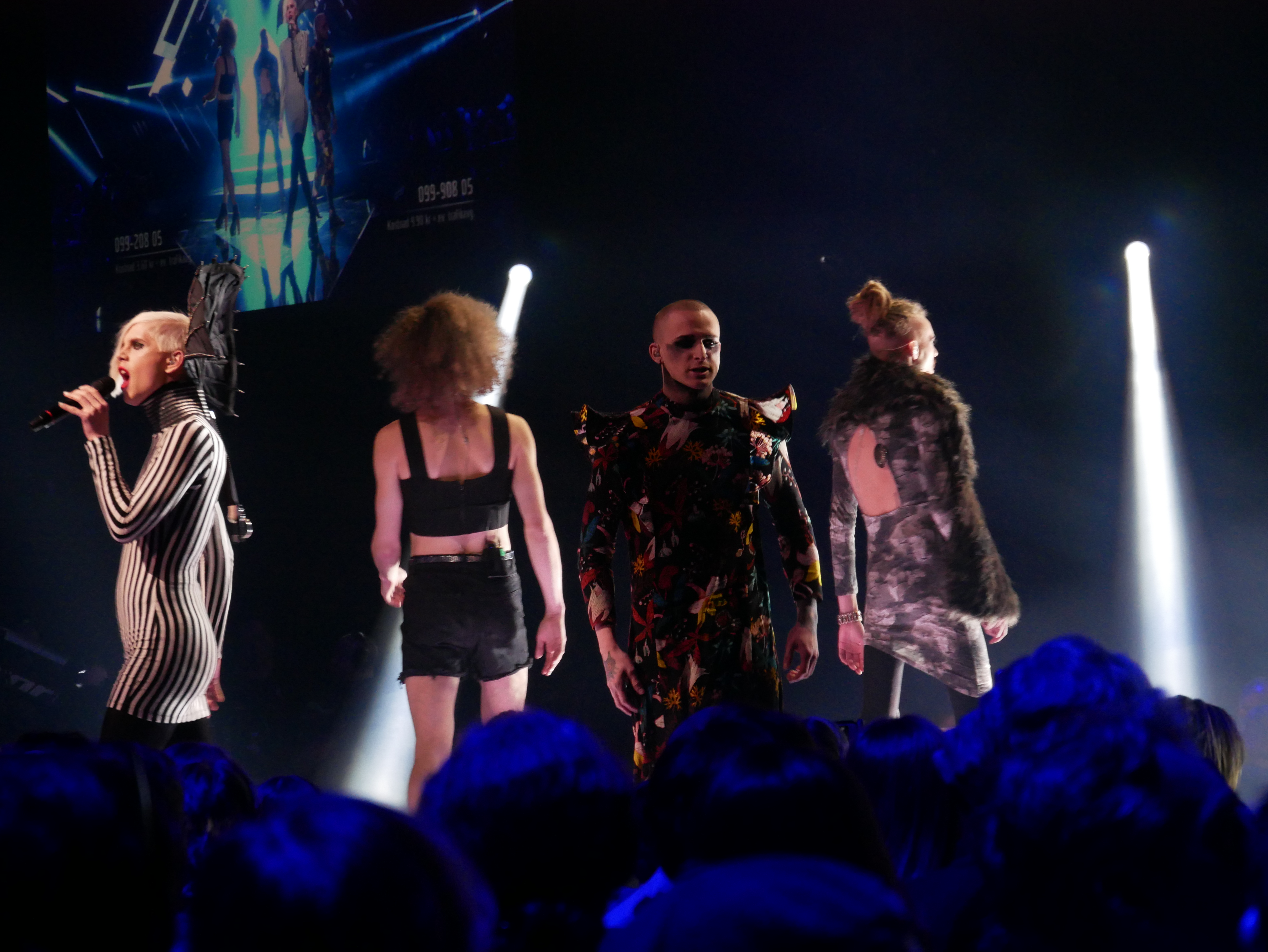
Dismissed
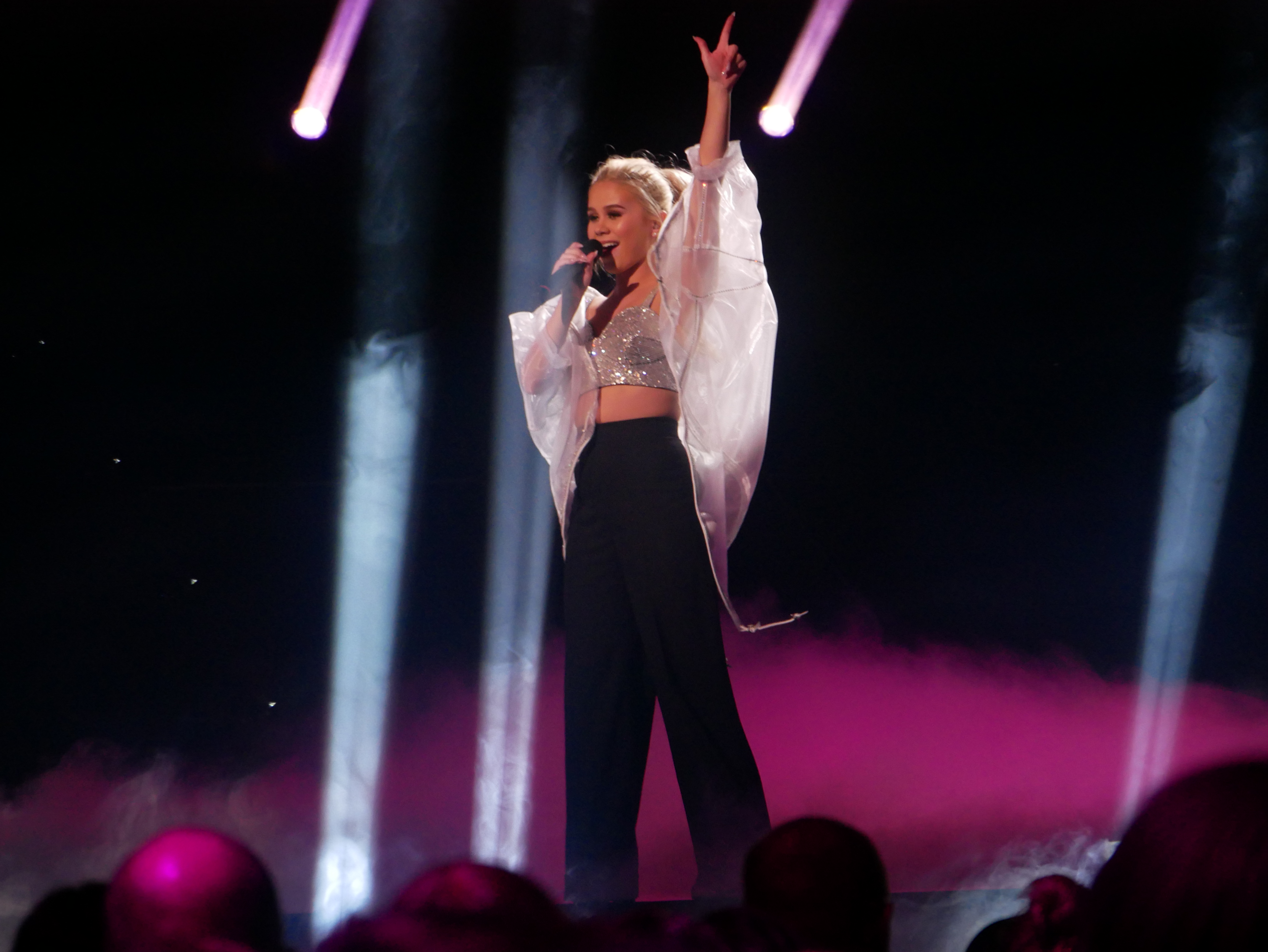
Lisa Ajax
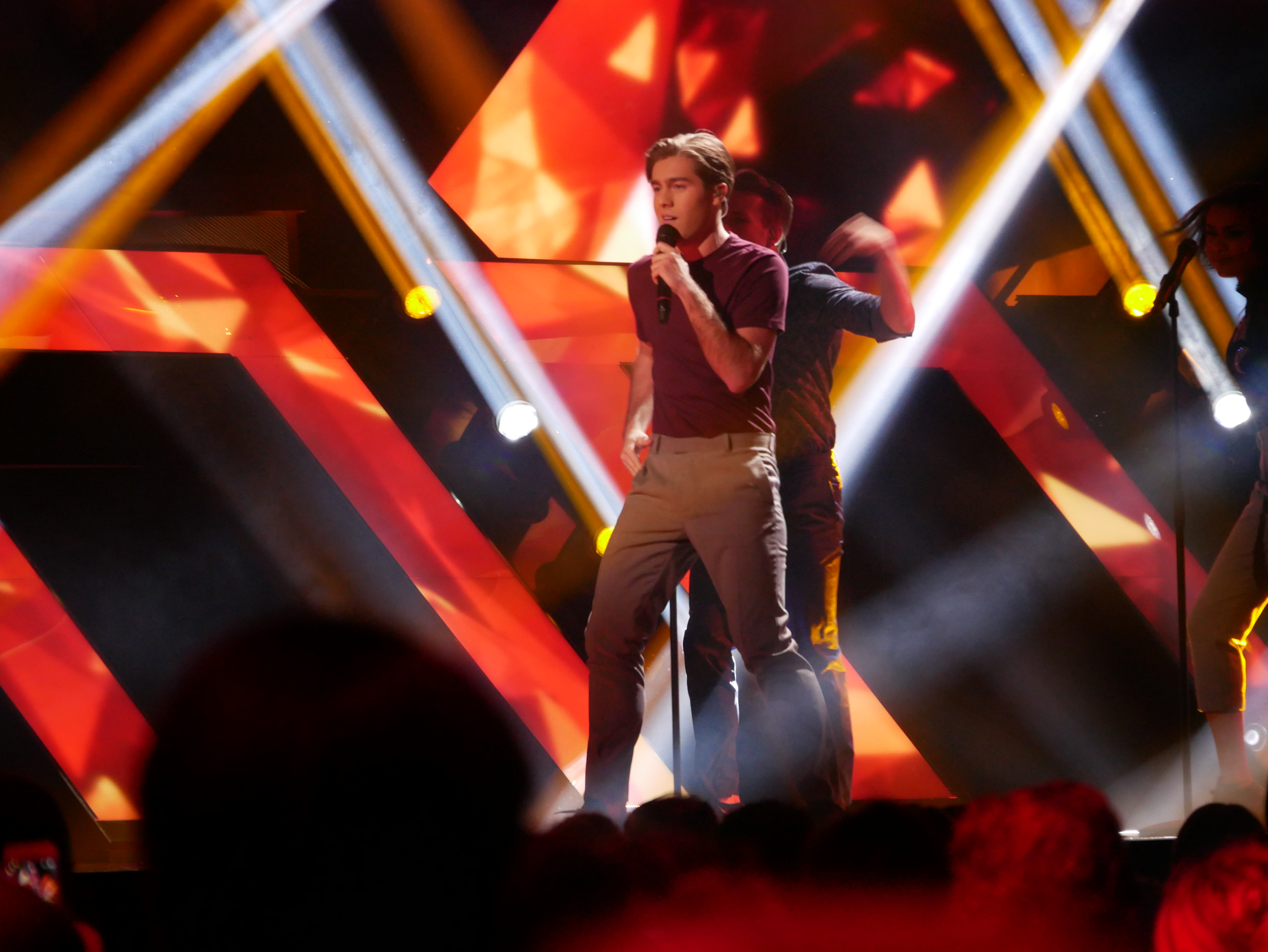
Benjamin Ingrosso
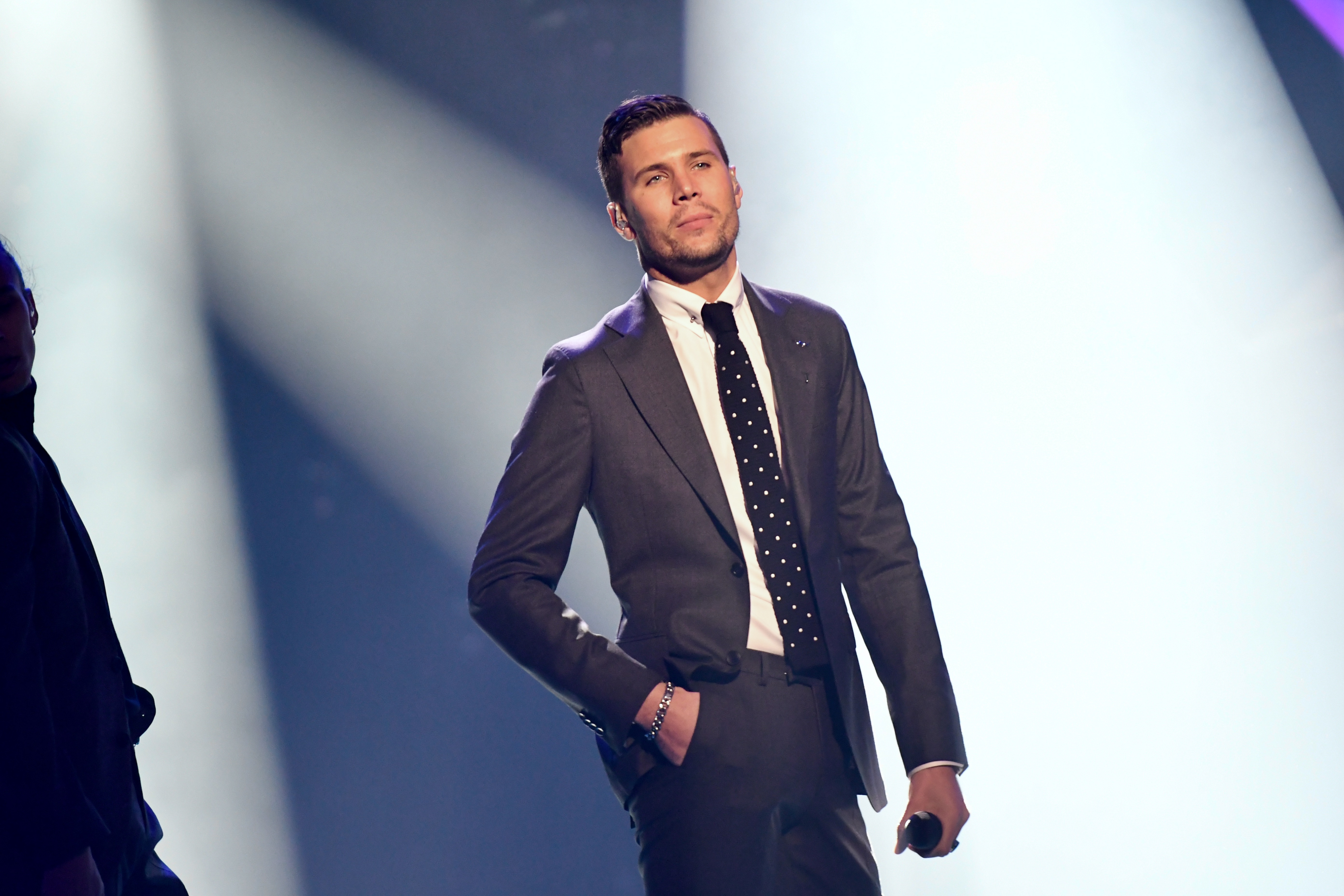
Robin Bengtsson
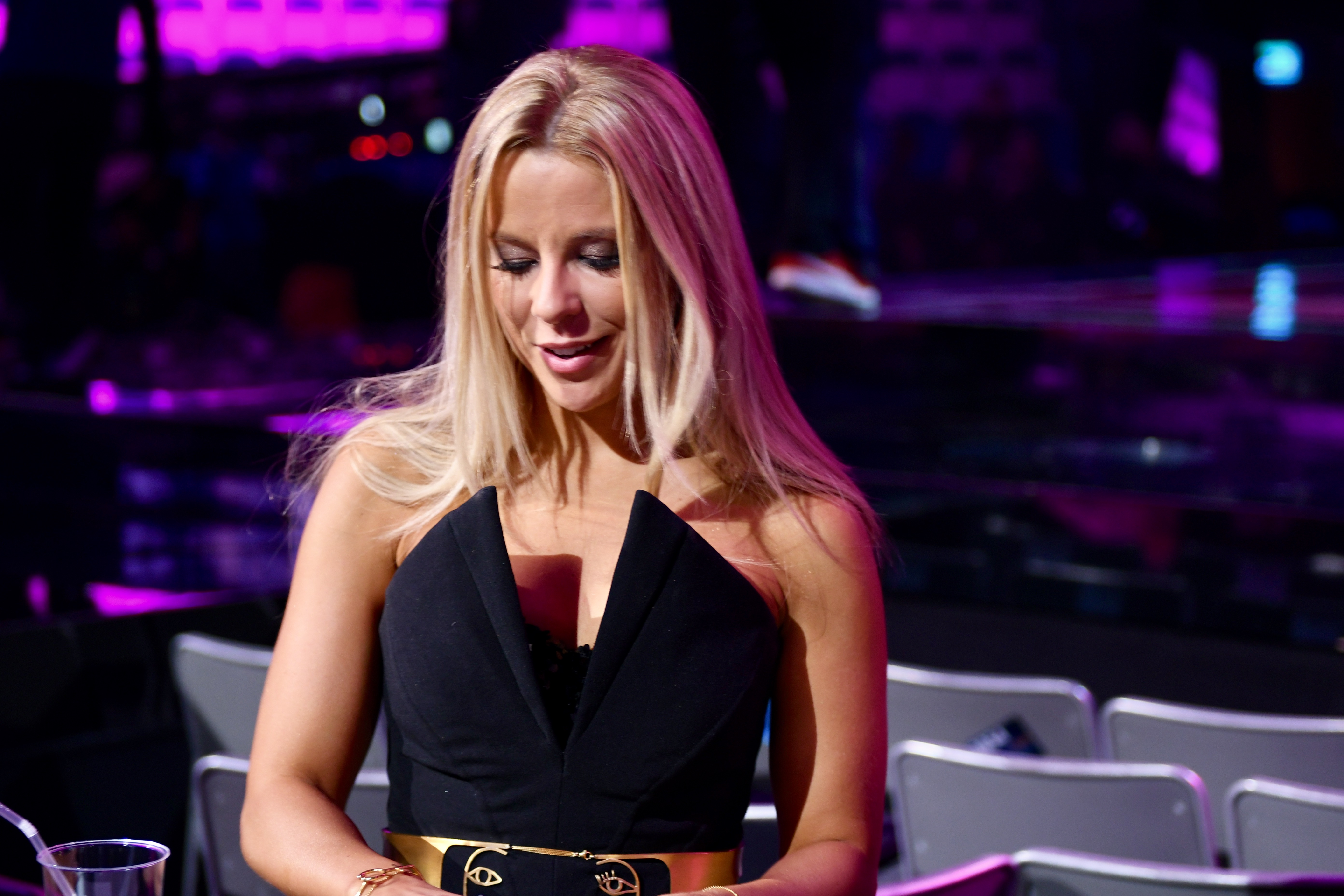
Krista Siegfrids
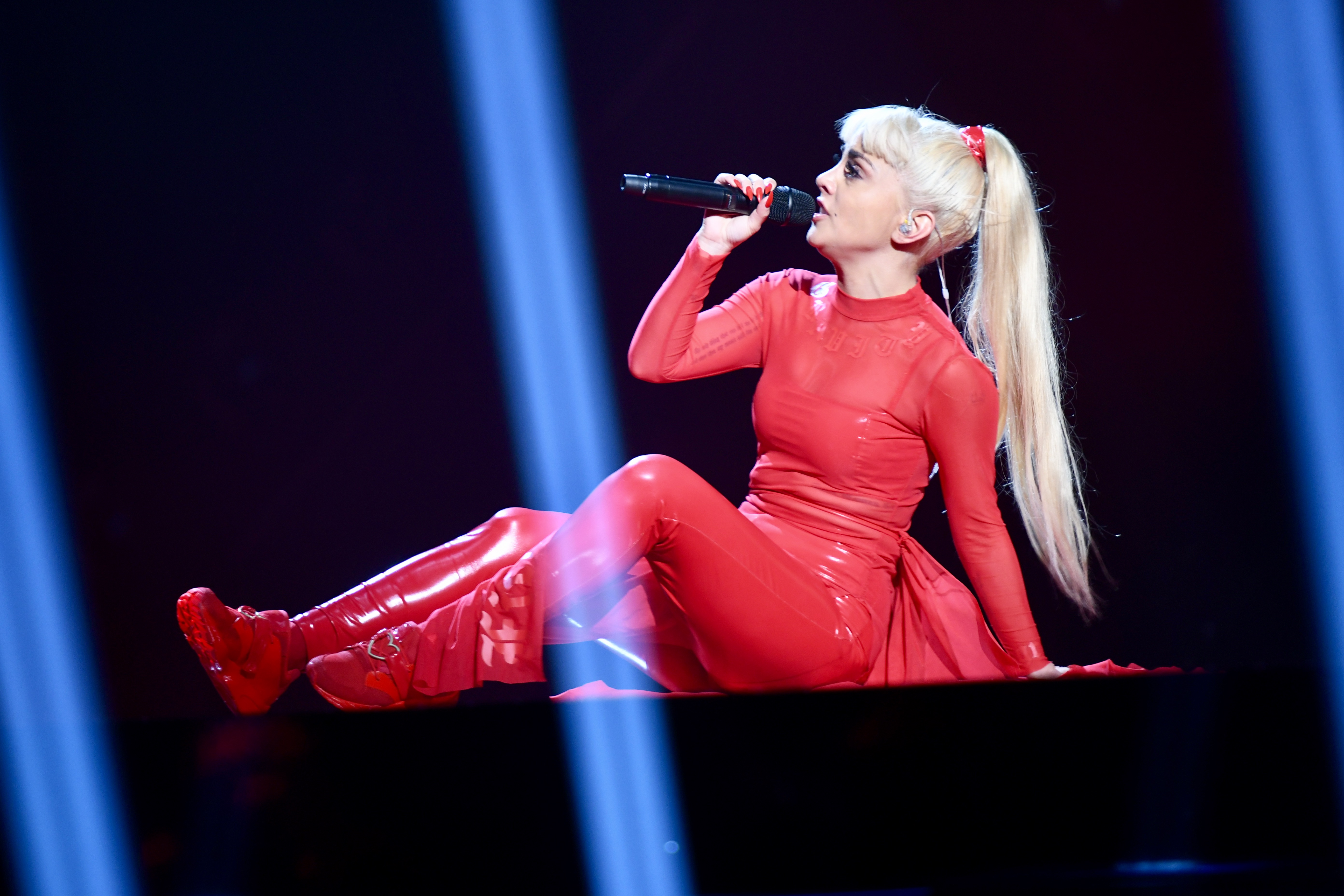
Jasmine Kara
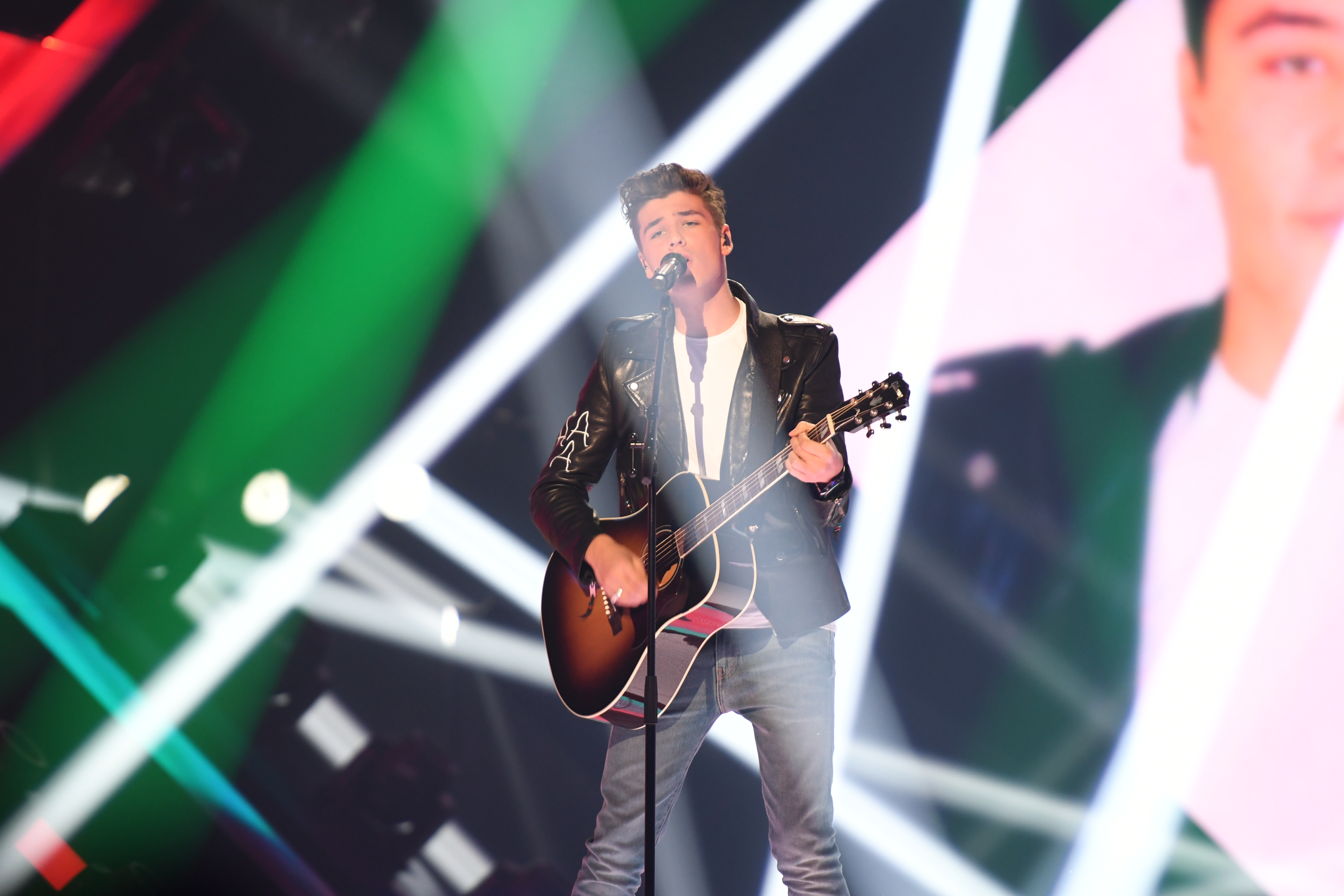
Anton Hagman
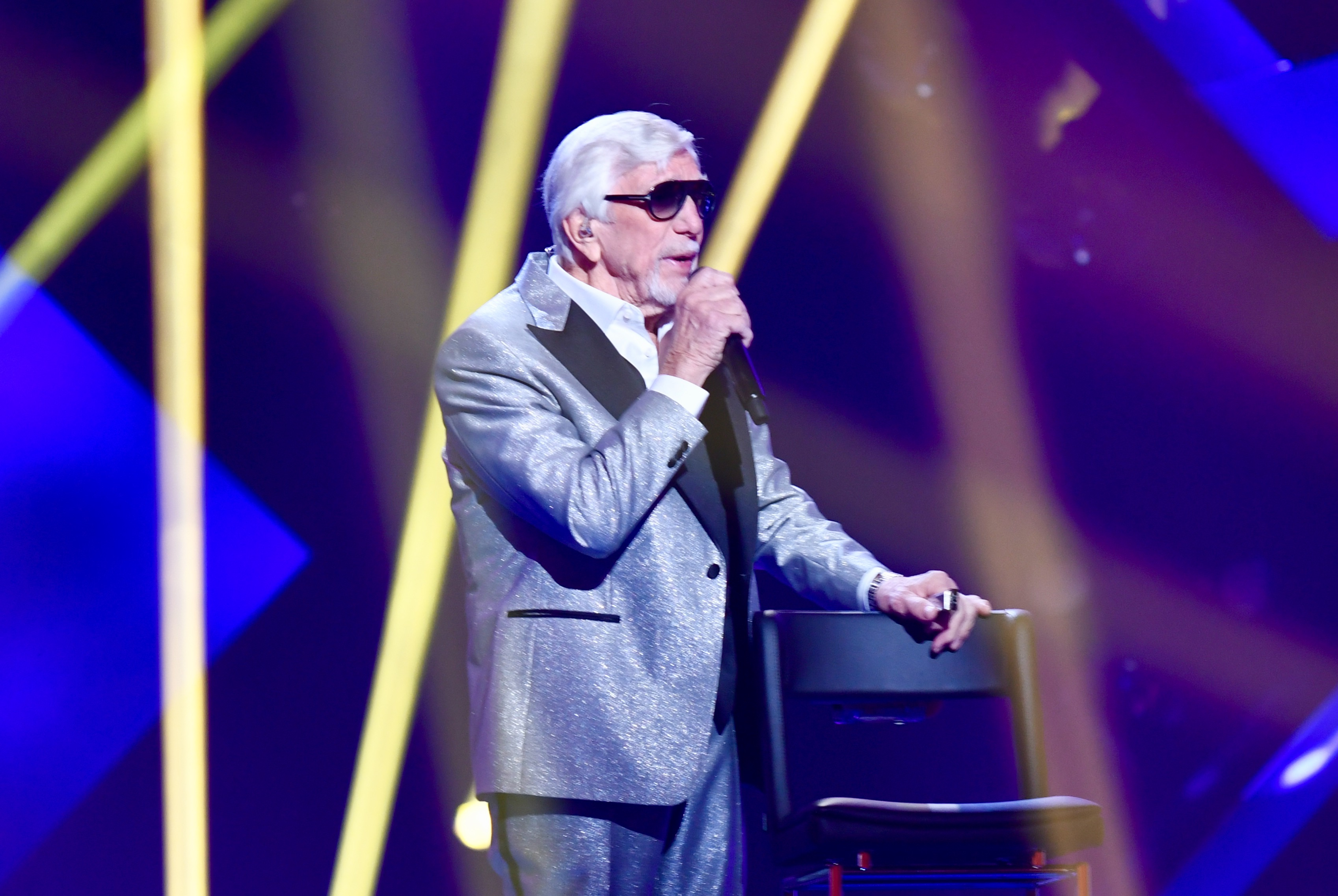
Owe Thörnqvist
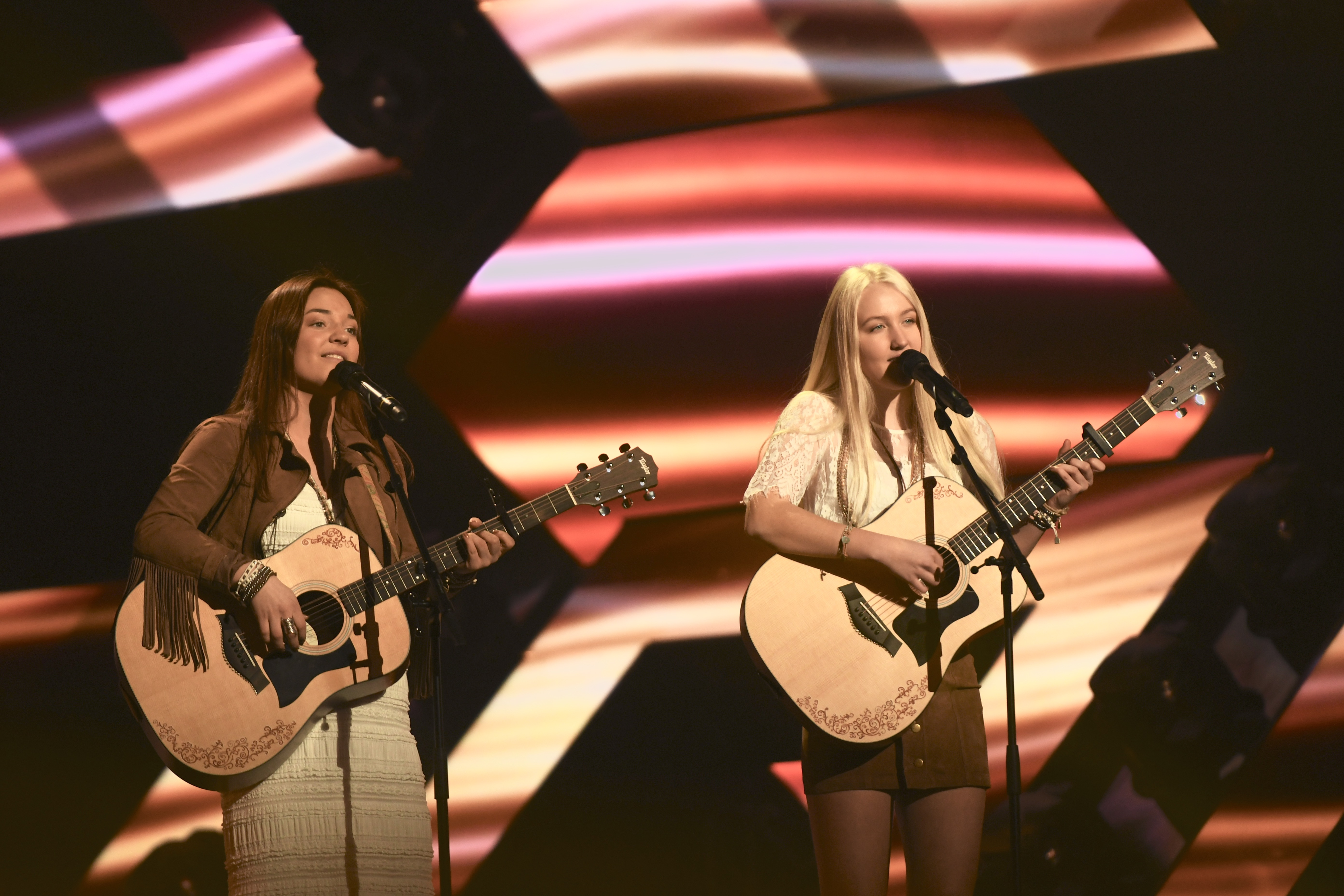
Bella & Filippa
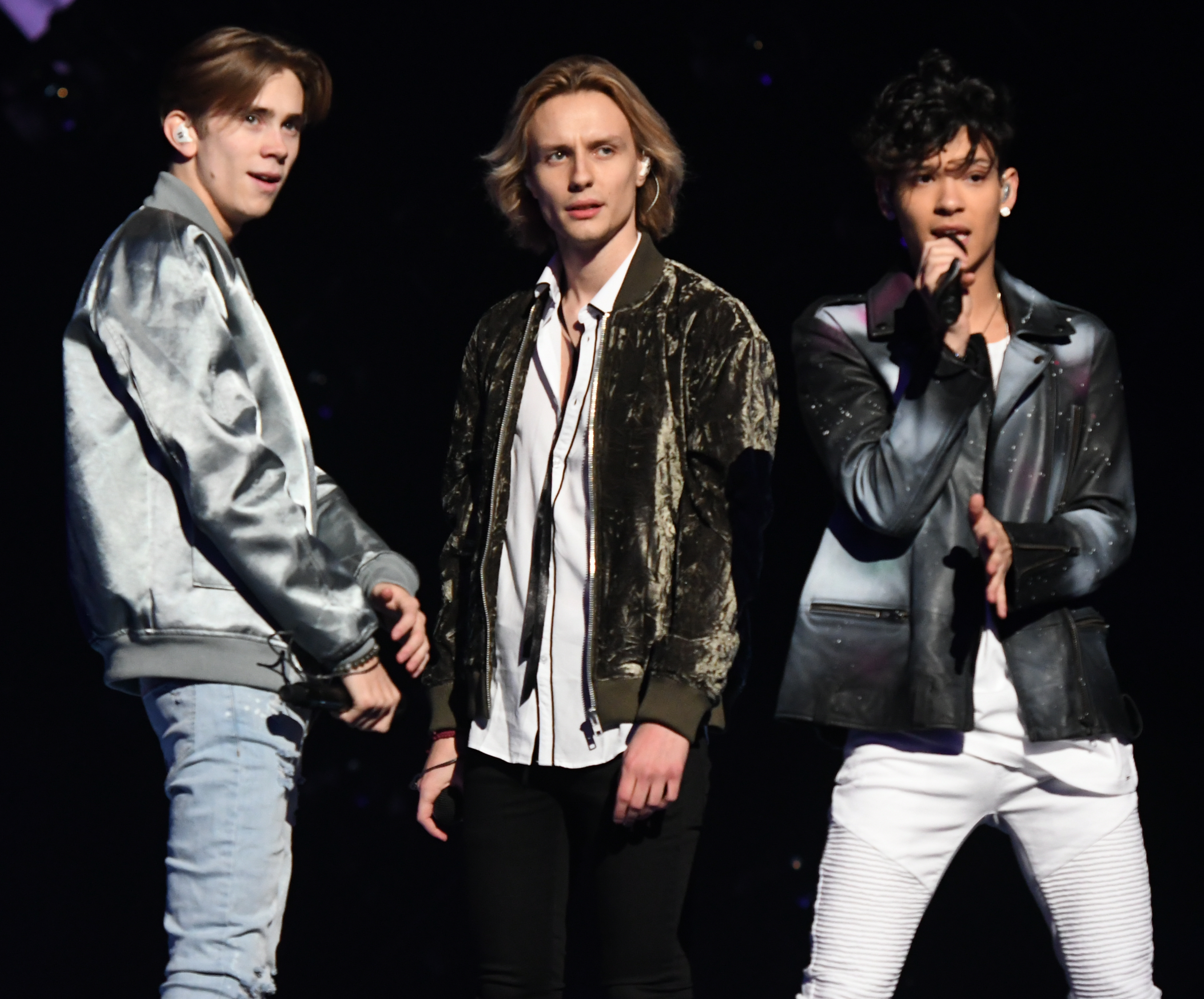
FO&O
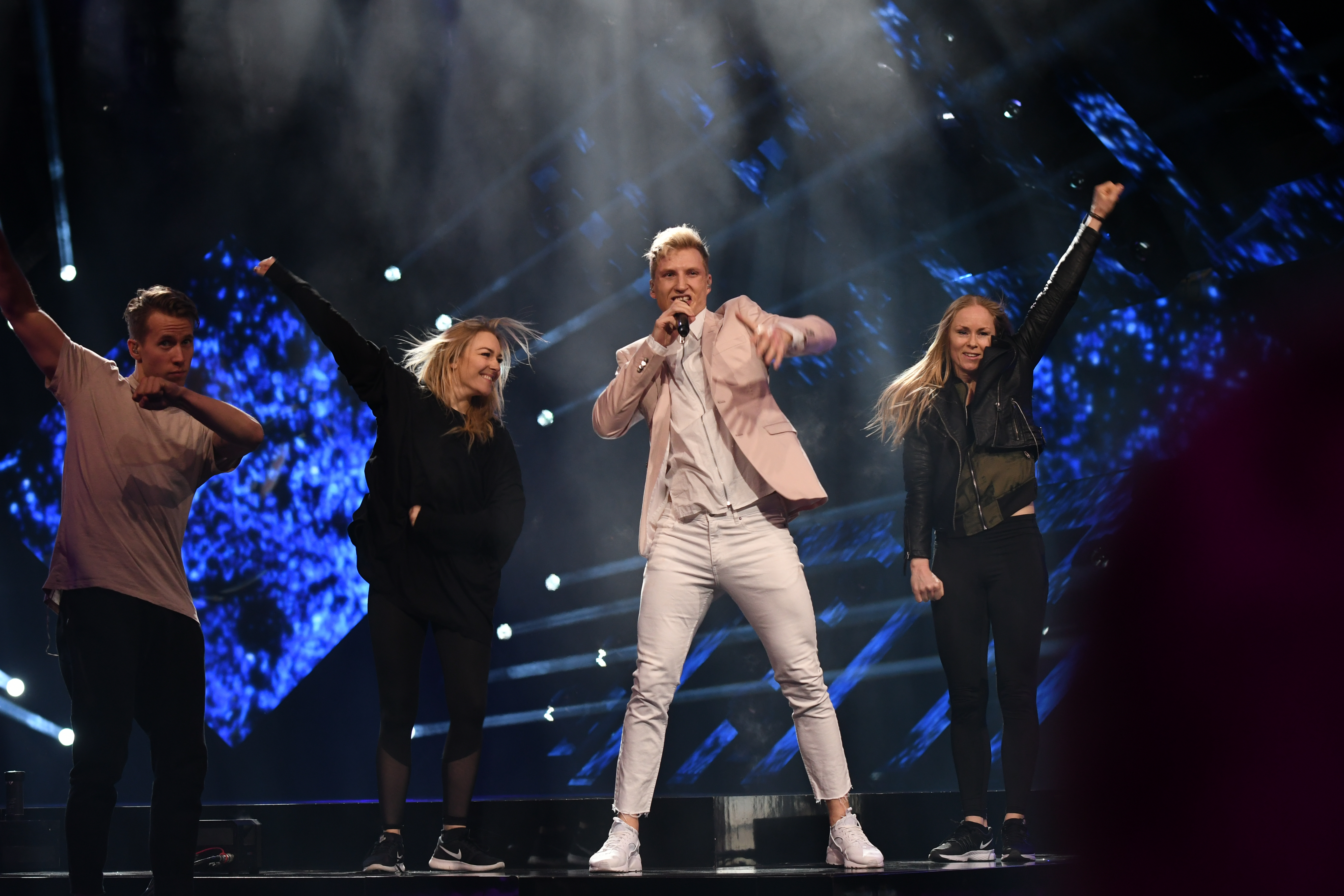
Axel Schylström
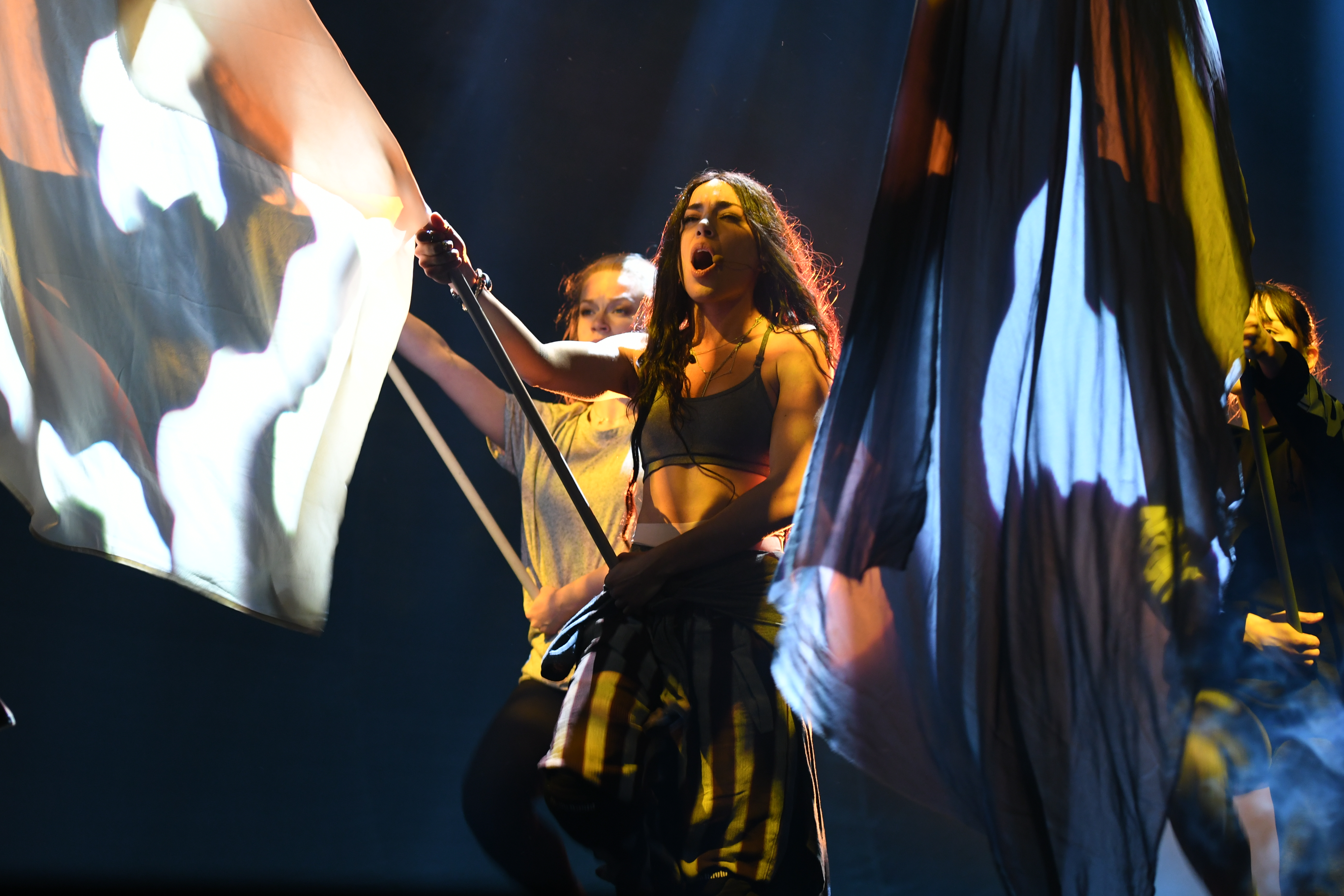
Loreen
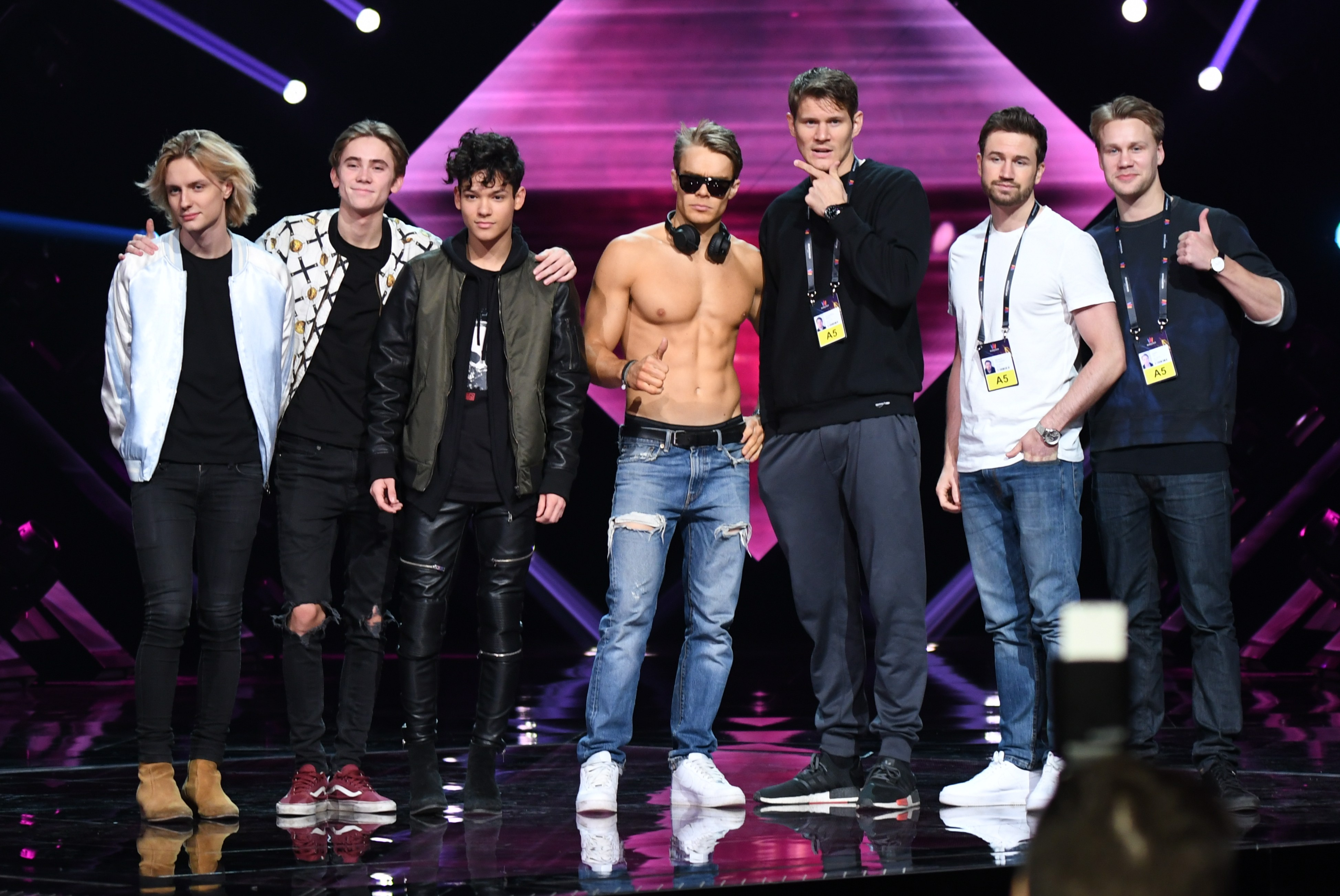
FO&O – De Vet Du
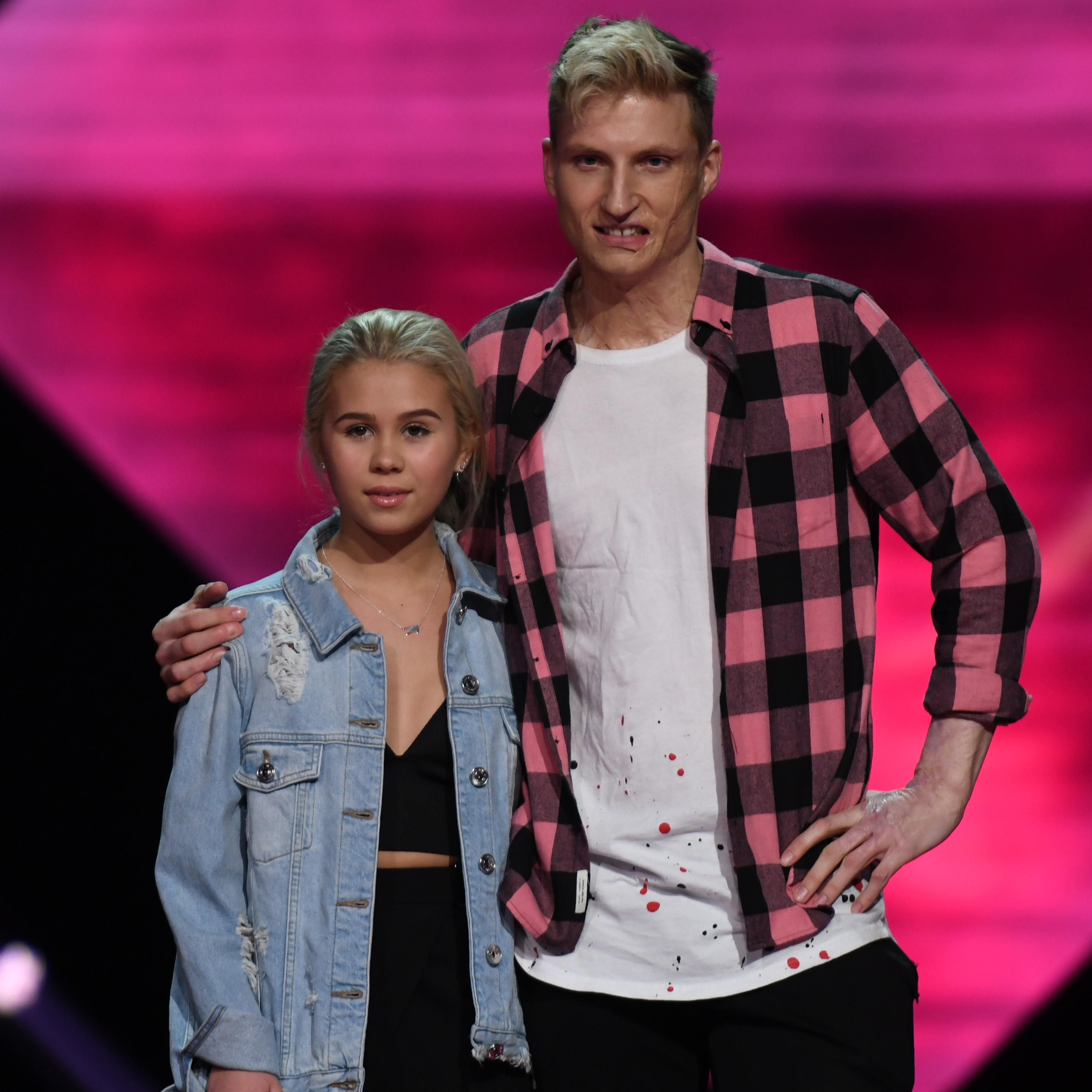
Lisa Ajax – Axel Schylström
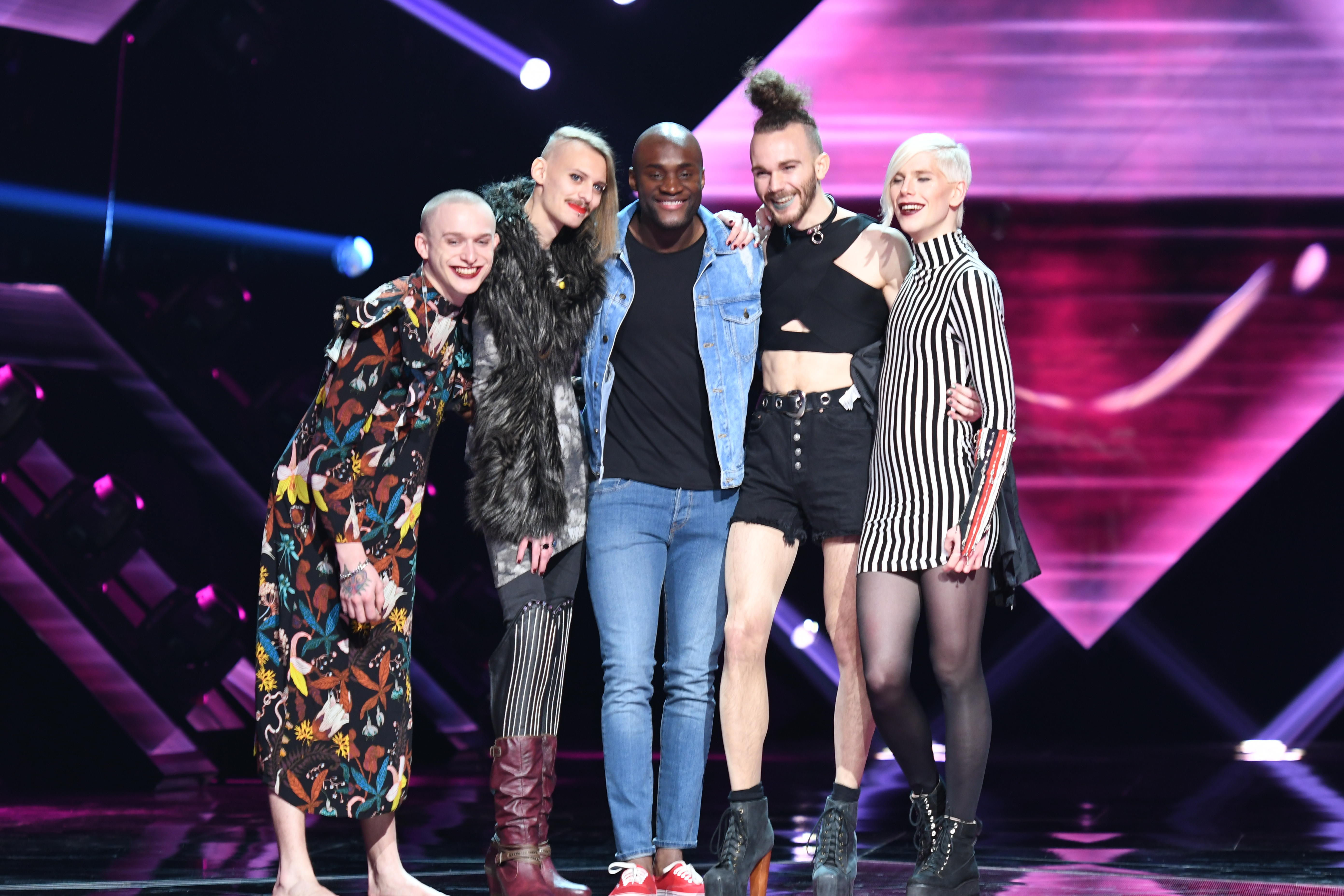
Boris René – Dismissed
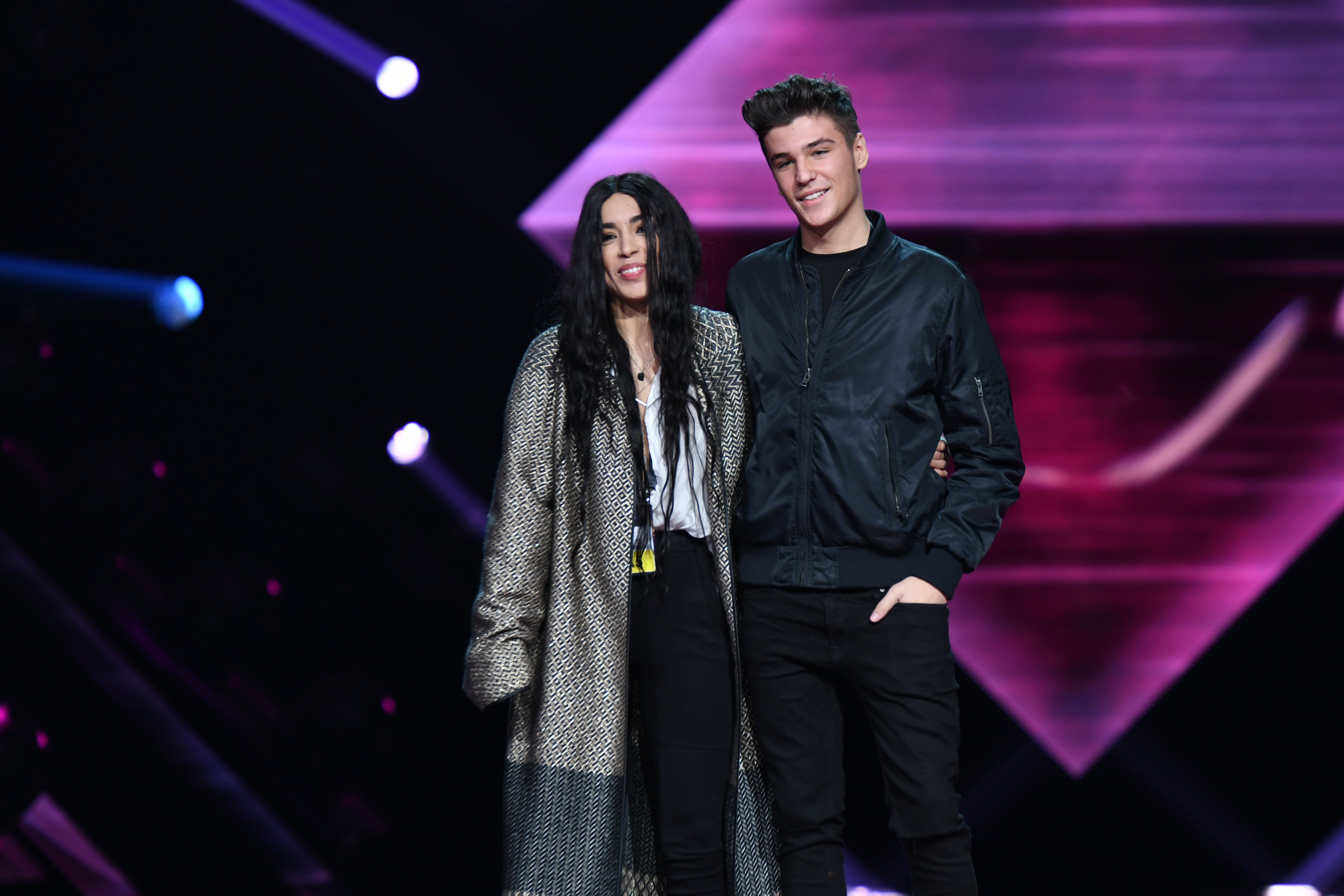
Loreen – Anton Hagman

## Külső hivatkozások
- (svédül) A Melodifestivalen hivatalos oldala